# Lastkraftwagen
Ein Lastkraftwagen (Lkw, LKW), kurz Lastwagen oder Lastauto, in der Schweiz auch Camion, umgangssprachlich Laster oder Truck, ist ein zu den Nutzfahrzeugen gehörendes Kraftfahrzeug, mit dem primär Güter befördert werden. Ein Lastkraftwagen kann auch mit einem Anhänger betrieben werden; dieses Gespann nennt man Lastzug, der Lastkraftwagen in dieser Kombination heißt dann Motorwagen. Falls die Zugmaschine kurz ist und der Anhänger darauf aufgelegt wird, heißt das Gespann Sattelzug.

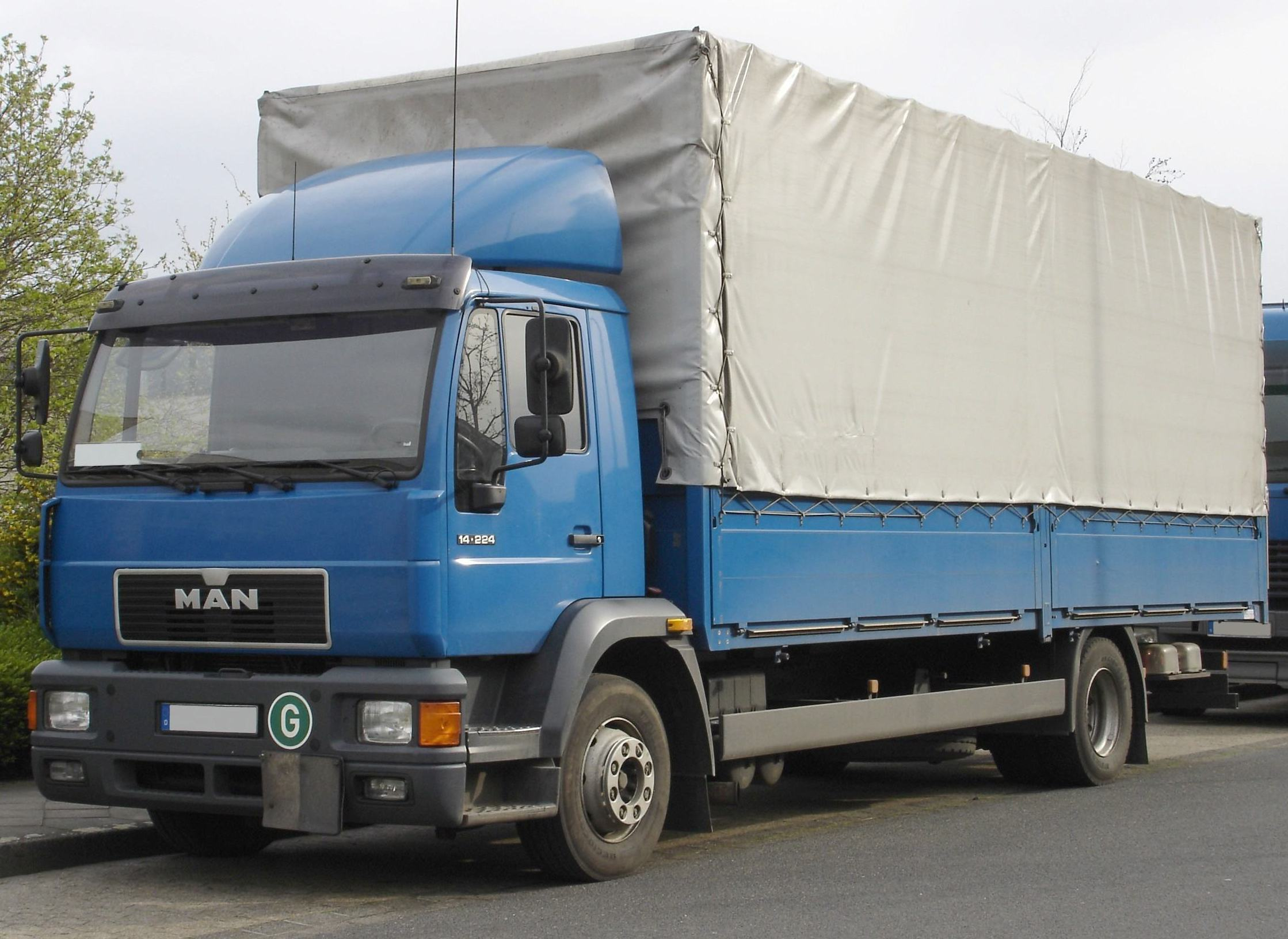
Mittelschwerer Lkw (14 t)

## Allgemeines

### Konstruktive Einordnung

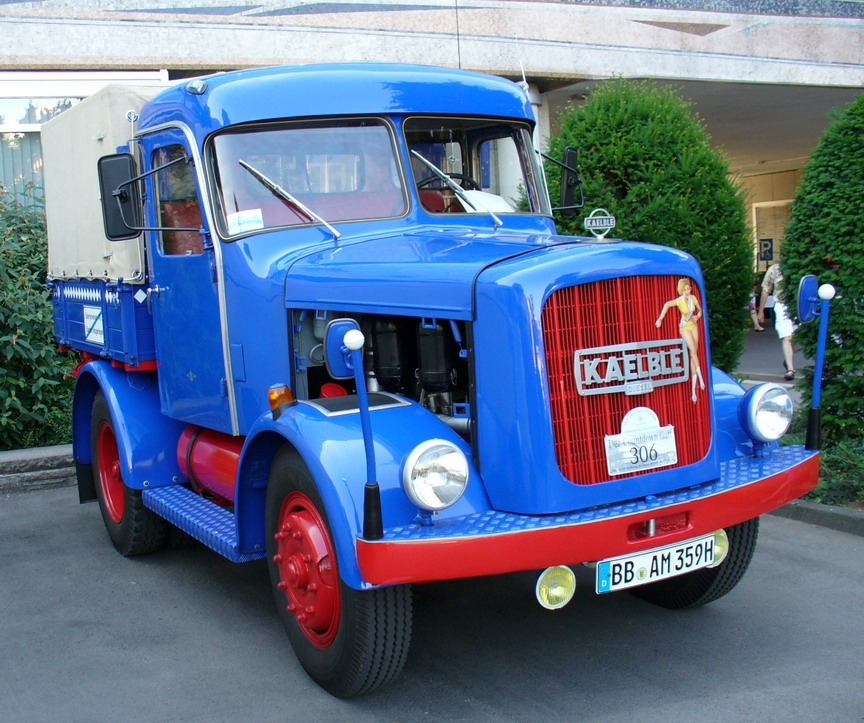
Kaelble-Zugmaschine von 1953, ein Langhauber

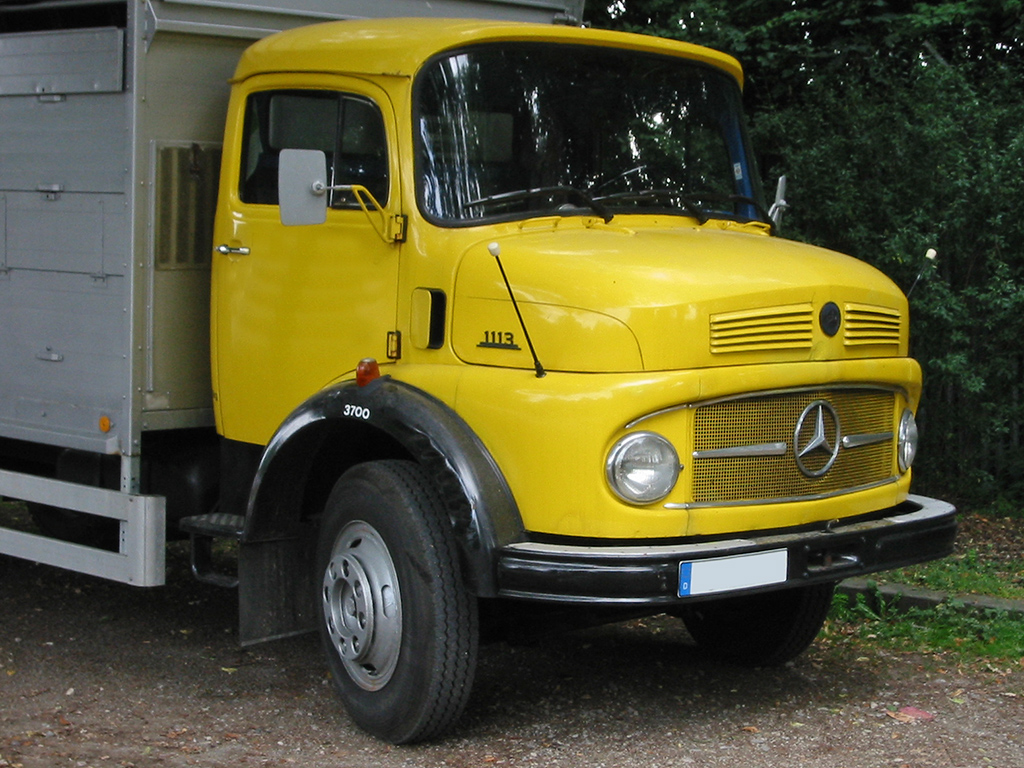
Der Kurzhauber befindet sich optisch, technisch und historisch zwischen klassischem Langhauber und Frontlenker

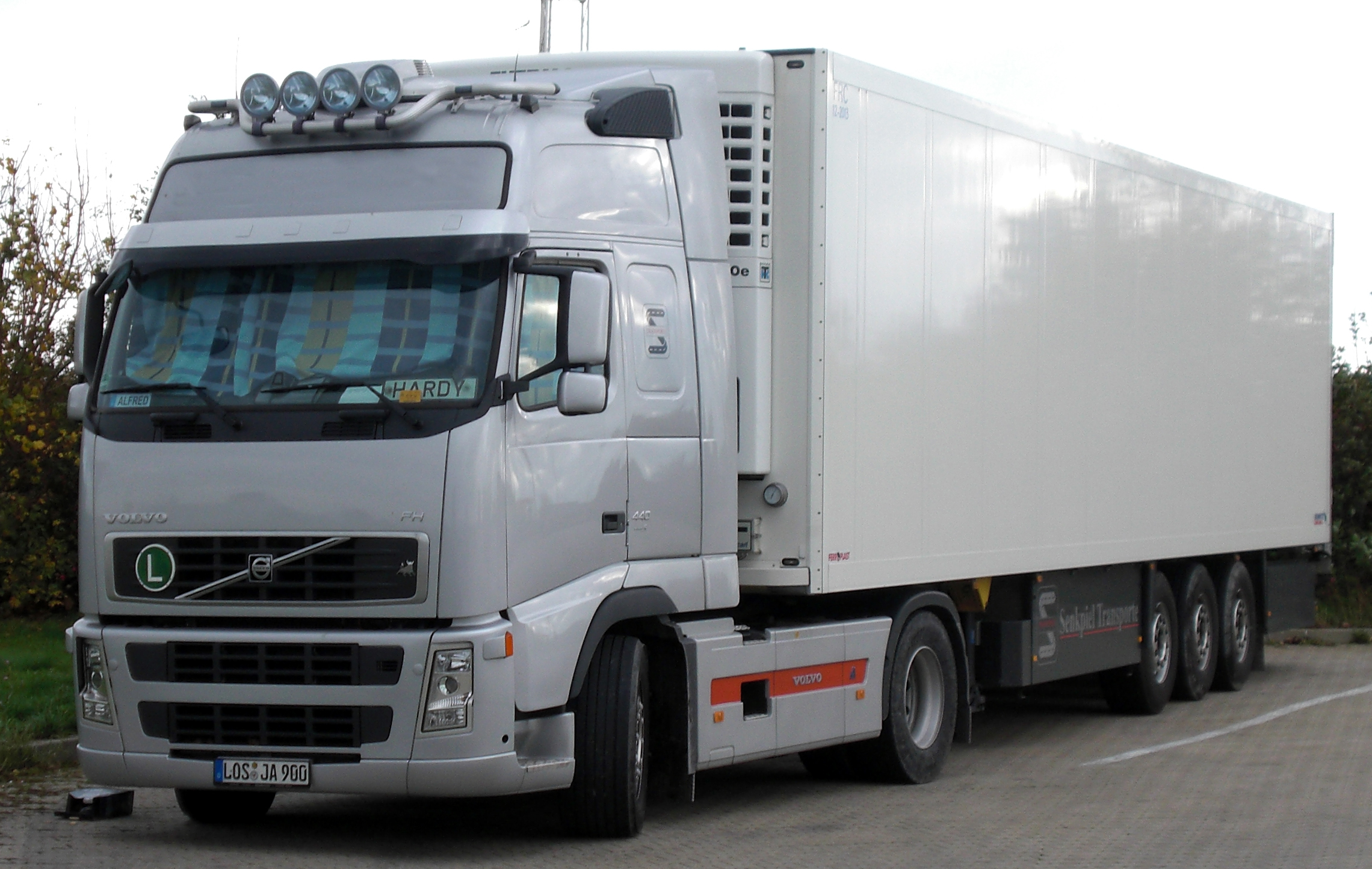
Euro-Sattelzug (Kühlzug) mit Frontlenker-Zugmaschine

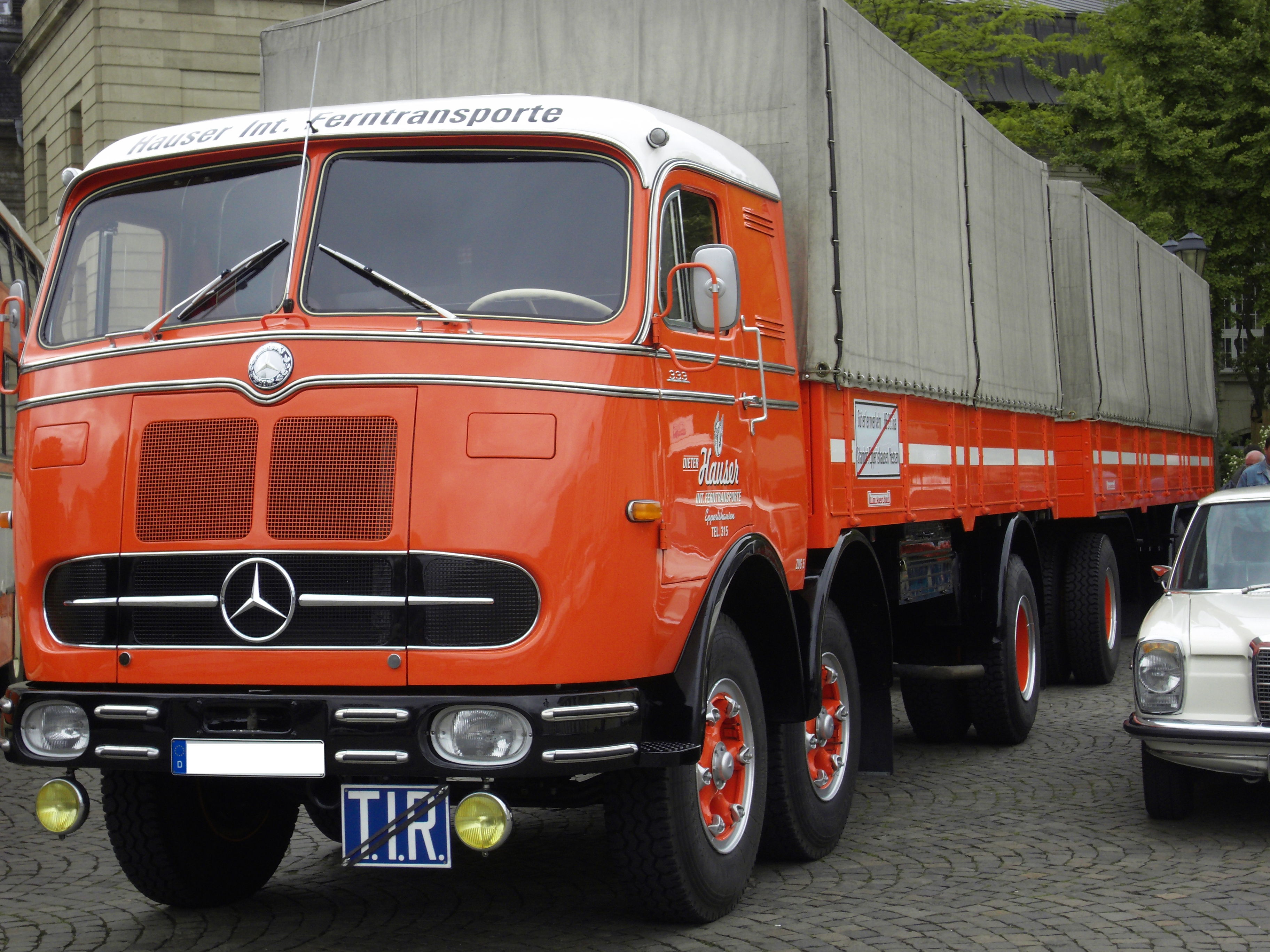
Mercedes-Benz LP 333 mit doppelter Vorderachse

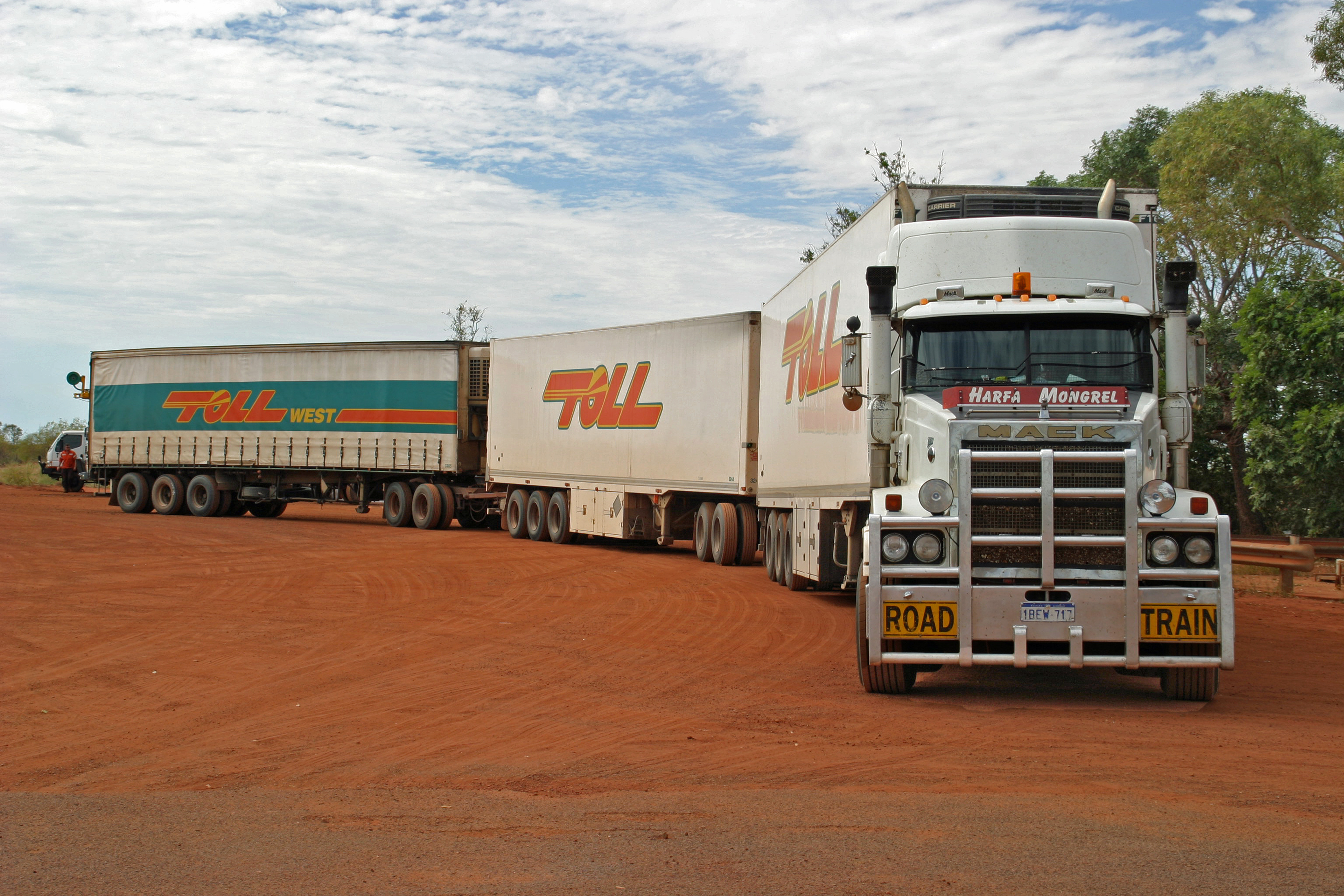
Roadtrain

Ein Lastkraftwagen im landläufigen Sinn besteht im Allgemeinen aus einem tragenden Chassis (meistens einem Leiterrahmen), einem geeigneten Antrieb, einer Fahrerkabine (Fahrerhaus) und einem zum Tragen der Last bzw. Ladung bestimmten Aufbau. Neben diesen Lastkraftfahrzeugen, die sich nach ihrem Gewicht in leichte, mittelschwere und schwere Lkw einteilen lassen, werden zulassungsbehördlich auch eine Reihe von auf Pkw-Fahrwerken aufgebauten Fahrzeugen als Lkw eingestuft, wenn sie zum Transport von Lasten geeignet sind. Bei bestimmten Kleintransportern und Kombinationskraftwagen kann sogar ein und dasselbe Fahrzeugmodell je nach Zulassungs- und Nutzungsart entweder als Pkw (etwa Kleinbus) oder Lkw (etwa Lieferwagen) gelten. Die mit Pkw weitgehend baugleichen Modelle unterscheiden sich durch einen entsprechenden Umbau der Fonds z. B. keine Sitzreihe oder Seitenfenster. Weitere Kleinlaster sind beispielsweise Kastenwagen, Hochdachkombis und kleine Pritschenwagen. Lastkraftwagen sind dazu ausgelegt, selbst Lasten zu tragen und (optional als Gliederzug) zusätzlich Anhänger zu ziehen, oder sie sind als Sattelschlepper (Deutschland) bzw. Sattelzugfahrzeug (Österreich) gebaut. Sattelschlepper sind, da ihnen selbst der zum Gütertransport bestimmte Aufbau fehlt, bei der Güterbeförderung mit einem aufgesattelten Anhänger (dem sog. Auflieger) verbunden und bilden mit diesem zusammen einen Sattelzug. Davon zu unterscheiden sind Zugmaschinen, die zum Ziehen von Anhängern, Kranen und anderen Spezialgeräten bestimmt sind. Ihre Bedeutung haben sie heute noch für Schausteller und Schwertransporte.
Man unterscheidet je nach Position des Motors relativ zur Fahrerkabine die Bauformen Langhauber (Motor vor der Fahrerkabine), Kurzhauber (Motor zum Teil in die Fahrerkabine hinein verschoben) und Frontlenker (Motor unter oder hinter der Fahrerkabine, also z. B. im Heck des Fahrzeuges (Heckmotor) oder unter dessen Boden (Unterflurmotor)). Des Weiteren gab es Eck- und Rundhauberformvarianten.

### Maße und Gewichte – Rechtliche Einordnung
Lkw werden in der Regel nach ihrer Zulässigen Gesamtmasse (zGM) bzw. dem zulässigen Gesamtgewicht (zGG) und der Anzahl ihrer Achsen unterteilt sowie nach ihrer Zweckbestimmung. In Europa gibt es je nach Kraftfahrzeuggesetzgebung der einzelnen Staaten:
- Kleinlaster und umgebaute Pkw bis 3,5 Tonnen (t).
- Leichte Lkw bis 7,5 t (abgekürzt: Llkw; Abkürzung wird teilweise auch für Kleinlaster und umgebaute Pkw bis 3,5 t verwendet)
- Mittelschwere Lkw bis 18 t
- Schwere Lkw (abgekürzt: SKW) in Schweden und Dänemark bis 60 t; in Deutschland als Hänger- oder Sattelzüge bis 40 t (im Kombiverkehr bis 44 t, wobei eine Last von 11,5 t pro Achse nicht überschritten werden darf); in Österreich Solo-Lkw bis 32 t, mit Anhänger bis 40 t; in der Schweiz seit 1. Januar 2005 bis 40 t; in den Niederlanden bis 50 t. Versuche mit größeren Einheiten, den sog. EuroCombis (Lang-Lkw) – in den Medien oft fälschlicherweise Gigaliner genannt, was jedoch nur die Modellbezeichnung eines Aufbauherstellers ist – laufen in verschiedenen europäischen Staaten.
- Siehe auch Artikel: Nutzfahrzeug/Maße und Gewichte

Rechtlich gibt es darüber hinaus verschiedene Klassifikationen von Lkw. Sie richtet sich nach Masse, Bau und Nutzungsart. Daraus folgen unterschiedliche Auswirkungen/Abstufungen bezüglich Kraftfahrzeugversicherung, Straßenverkehrsordnung, Mautpflicht, und Steuerlast. Beispielsweise fallen viele Lkw aufgrund der Masse unter ein Sonn- und Feiertagsfahrverbot.
In der Regel wird nach der Konstruktion und nach dem vorgesehenen Einsatzgebiet in Nahverkehrs- oder Verteiler-Lkw (in der Regel kleinere Fahrzeuge und meistens mit kleineren Fahrerhäusern ohne Schlafliegen) einerseits und schwere Fernverkehrsfahrzeuge andererseits unterschieden. Dabei ist die tatsächliche Nutzung beider Gattungen auch im jeweils anderen Einsatzgebiet möglich, für die formale Unterscheidung aber nicht maßgeblich. Allerdings hat die EU inzwischen für Fernverkehrsfahrten erlaubt, dass der Fahrer nicht im Hotel, sondern auch im Wagen seine Ruhezeit verbringen darf, wenn bestimmte Kabinengrößen und Ausstattungen vorhanden sind. Die handelsüblichen Nahverkehrsführerhäuser ohne Ruheliege sind für den Fernverkehrsbetrieb ohne Hotelanbindung nach der Liegestättenverordnung nicht mehr erlaubt. Dieselbe Verordnung führte auch dazu, dass bei den von 1977 bis 1991 gebauten „Volumenfahrzeugen“ und den dazu existierenden sog. „Topsleepern“ (Dachschlafkabinen) die Benutzung während der Fahrt dann verboten wurde. Die Schlafkabine als Alkovenaufbau oberhalb einer normalen, kurzen Nahverkehrskabine wurde verwendet, um bei gleicher Fahrzeuggesamtlänge eine größere Ladelänge zu ermöglichen. Ab 1991 wurden die echten Nahverkehrskabinen den großen Fernverkehr-Fahrerhäusern gleichgestellt und nur die gesamte Lkw-Länge bzw. die Ladefläche wurde festgeschrieben.
Inzwischen haben im Fernverkehr sogenannte Euro-Sattelzüge mit einer zweiachsigen Sattelzugmaschine und einem dreiachsigen Sattelauflieger (Trailer) die klassischen Gliederzüge in den Zulassungszahlen überholt. Der sogenannte „Euro-Lastzug“ ist in seiner Größe, Ausstattung und seinem höchstzulässigen Gewicht von der EU definiert und sein Betrieb ist in jedem EU-Mitgliedsland, aber auch in jedem mit der EU assoziierten Staat erlaubt, unabhängig vom Zulassungsort im EWR. Der Euro- bzw. EU-Lastzug (Lkw) darf als Gliederzug 18,75 m, als Sattelzug 16,50 m lang sein, bis zu 4,0 m hoch und ohne die Außenspiegel 2,55 m breit (Kühlzüge bis 2,60 m). Diese Lkw-Zulassungsvorschrift der EU muss in die jeweilige nationale Gesetzgebung umgesetzt werden. Es gibt dauergültige Ausnahmen, die sich aber von EWR- bzw. EU-Mitgliedstaat zu EWR- bzw. EU-Mitgliedsstaat unterscheiden. So ist dem Gliederzug in Schweden ohne die Änderung der anderen Maße eine Gesamtlänge von bis zu 26,50 m erlaubt und ein zulässiges Gesamtgewicht von bis zu 60 Tonnen.
In der nicht mit der EU über den EWR-Vertrag assoziierten Schweiz war das Gesamtgewicht von Lkw auf 28 t begrenzt sowie ihre Höhe auf 4 m und ihre Breite ohne Spiegel auf 2,55 m. Erst seit dem 1. Januar 2005 dürfen in der Schweiz die Lkw generell mit 40 Tonnen Gesamtgewicht eingesetzt werden. Sattelzüge dürfen in der Schweiz, wie in der EU, bis zu 16,5 m und Gliederzüge wie in der EU bis zu 18,75 m lang sein. Allerdings ist die Länge von Lkw auf Nebenstraßen nicht selten mit 12 m begrenzt. Im grenzüberschreitenden Verkehr waren schwerere Fahrzeuge jedoch bereits früher anzutreffen. In den 1980er Jahren waren dort neben Linienbussen auch Lkw im Nahverkehr häufig nur 2,30 m breit, günstig auf engen Bergstraßen und angenehm für Radfahrer.

### Fahrerlaubnis
Um einen Lkw fahren zu dürfen, benötigt man je nach zulässiger Gesamtmasse in Europa einen Führerschein mit Fahrerlaubnisklasse B (bis 3,5 t), C1 (bis 7,5 t) oder C. Zum Führen von Anhängern über 750 kg zulässiger Gesamtmasse hinter einem dieser Fahrzeuge ist zusätzlich die entsprechende Anhängerfahrerlaubnisklasse BE, C1E bzw. CE erforderlich. Bezüglich des Mitführens von Anhängern hinter einem Zugfahrzeug der Klasse B gelten jedoch, wenn Klasse BE nicht vorhanden ist, noch zusätzliche Regelungen. So darf die zulässige Gesamtmasse des Anhängers auch größer als 750 kg sein, wenn die zulässige Gesamtmasse des gesamten Gespanns 3,5 t nicht überschreitet. Der Rahmen der Fahrerlaubnisklasse B kann durch Teilnahme an einer Fahrerschulung auf 4,25 t zulässige Gesamtmasse für das Gespann (das Zugfahrzeug darf weiterhin höchstens 3,5 t zulässige Gesamtmasse aufweisen) erweitert werden. Dies wird im Führerschein durch Eintragung der Schlüsselzahl 96 kenntlich gemacht. Im Fahrerlaubnisrecht ist lediglich die zulässige Gesamtmasse des Fahrzeugs entscheidend, welche in der Regel in den Fahrzeugpapieren angegeben ist. Die tatsächliche Masse spielt keine Rolle. So benötigt man zum Beispiel zum Führen eines teilbeladenen Lkw mit 12 t zulässiger Gesamtmasse und 7 t tatsächlicher Masse die Fahrerlaubnisklasse C. C1 reicht in diesem Fall nicht aus.
Fahrerlaubnisse der Klassen C1(E) und C(E) sind nur befristet gültig. Seit dem 1. Januar 1999 wird Klasse C1(E) bis zum 50. Lebensjahr (danach jeweils für 5 Jahre) erteilt, Klasse C(E) immer nur für 5 Jahre. Für Fahrerlaubnisse, die vor diesem Datum erteilt wurden, gelten gegebenenfalls andere Befristungen.
Des Weiteren ist zum gewerblichen Führen von Fahrzeugen, für die eine Fahrerlaubnis der Klasse C1(E) oder C(E) benötigt wird, der Nachweis einer Grundqualifikation bzw. Weiterbildung erforderlich, in Deutschland nach dem Berufskraftfahrerqualifikationsgesetz, in der Schweiz nach der Chauffeurzulassungsverordnung (CZV). Nach erfolgreichem Absolvieren der Berufskraftfahrer-Grundqualifikation erfolgt für EU-Bewohner die Eintragung der Schlüsselzahl 95 in den Führerschein, Bewohner der Schweiz erhalten den Ausweis 95 (Fahrerqualifizierungsnachweis). Die Gültigkeit beträgt fünf Jahre. Danach muss eine Fortbildungsmaßnahme besucht werden, um weiterhin im gewerblichen Güterverkehr tätig sein zu dürfen. Für private Fahrten ist dies nicht erforderlich und auch zum Beispiel für Handwerksbetriebe gibt es Ausnahmeregelungen.

### Belastung von Straßen
Lkw nutzen die Straßen deutlich mehr ab als Pkw. Verschiedenste Untersuchungen gehen davon aus, dass ein einziger Lkw die Straße so stark abnutzt wie ca. 100.000 Pkw, siehe Vierte-Potenz-Gesetz. Die Bandbreite der Berechnungen reicht vom 35.000-Fachen bis zum über 160.000-Fachen der Pkw-Belastung.
Die Lkw-Maut in Deutschland wurde zum 1. Januar 2005 eingeführt und gilt seit Juli 2018 auf allen Bundesfernstraßen. Allerdings wird sie in Abhängigkeit von der Einstufung der Lkw in Schadstoffklassen und unabhängig vom tatsächlichen Schadstoffausstoß festgesetzt.
Hinsichtlich der Lärmemissionen enthalten die bisherigen deutschen „Richtlinien für den Lärmschutz an Straßen RLS-90“ und die deutsche Verkehrslärmschutzverordnung (16. BImSchV) eine Unterscheidung zwischen Pkw und Lkw anhand des zulässigen Gesamtgewichts. Die Vorläufige Berechnungsmethode für den Umgebungslärm an Straßen von 2006 stufte Fahrzeuge ab 3,5 t als Lkws ein. Das Bundesverwaltungsgericht in Deutschland hat die Verwendung des Standardwertes von 2,8 t und die Vergleichsrechnung zu 3,5 t bei der Einschätzung der Lärm- und Luftschadstoffbelastungen für Lkws in einem Urteil vom 10. Oktober 2012 als zulässig erachtet.

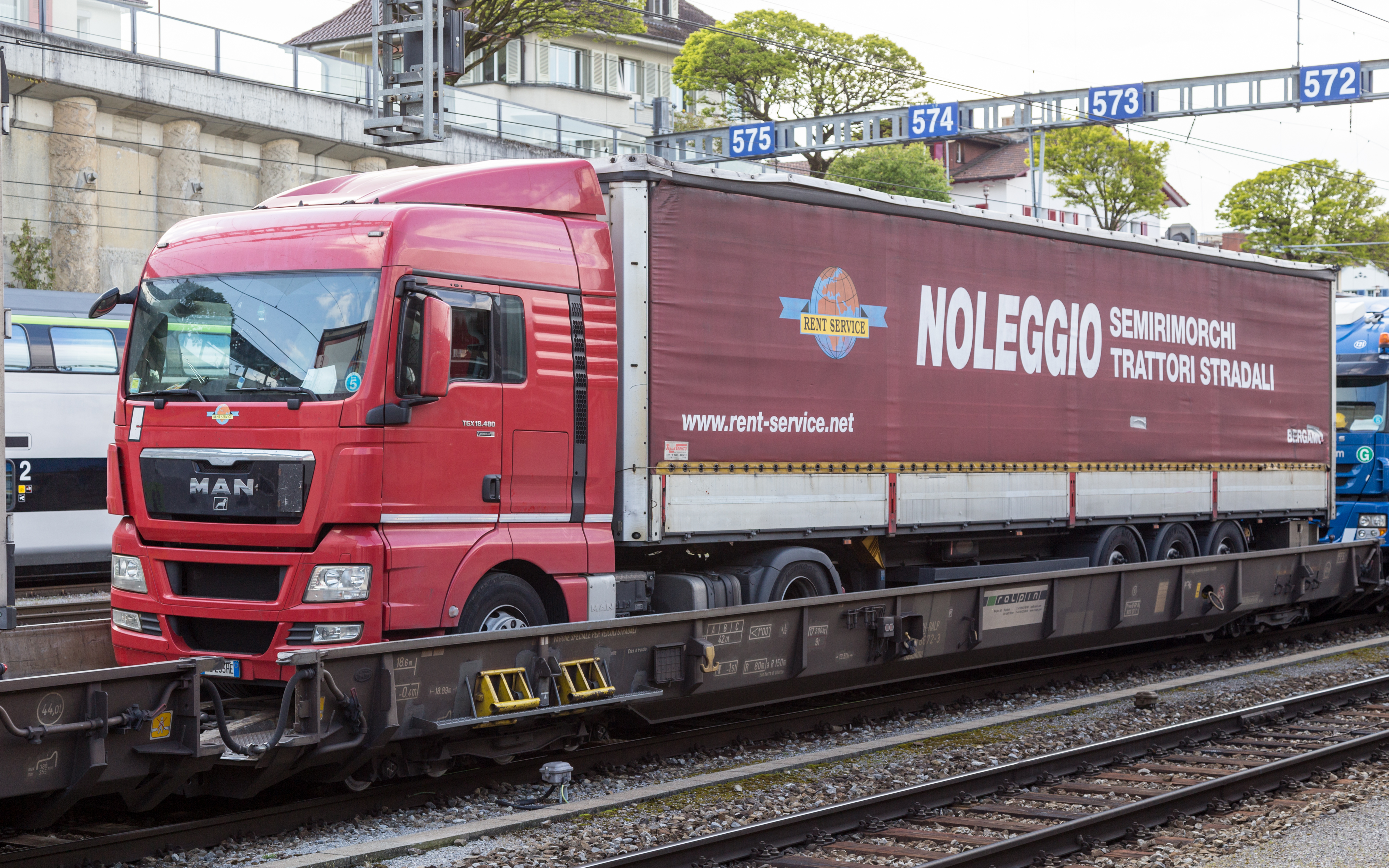
Lkw-Transport per Rollender Landstraße durch die Alpen

In der Schweiz wird die Leistungsabhängige Schwerverkehrsabgabe LSVA erhoben. Der Schwerverkehr deckt damit seine Kosten mittlerweile zu über 100 Prozent, wie das Bundesgericht, die höchste richterliche Instanz in der Schweiz, in seinem Urteil vom 17. Dezember 2011 festgehalten hat.

### Ökobilanz
Der Lkw hat im Vergleich zur Bahn die schlechtere Treibhausgasbilanz. So belastet nach Berechnungen des VCÖ ein Lkw mit einem zulässigen Gesamtgewicht von 3,5 bis 32 Tonnen die Umwelt mit einem fünfzehnfach höheren CO2-Ausstoß als ein Güterzug.

## Anfänge des Lkw-Baus
1893 bauten Panhard et Levassor auf Basis ihres ersten Serienfahrzeuges ein kleines Transportfahrzeug mit offener Pritsche. 1895 wurden im Verkaufsprospekt der Marke verschiedene Nutzfahrzeuge angeboten. 1896 schließlich hatten Panhard et Levassor bereits verschiedene Aufbauten im Angebot. Es gab einen kleinen und einen größeren Transporter mit Lizenzbau des Daimler-V-Motor und einem offenen oder geschlossenen Aufbau. Der Fahrersitz konnte mit und ohne Kabine gewählt werden. 1896 wurde nach den Archiven des Panhardwerks fünf Fahrzeuge an Endkunden verkauft. Erst 1898 gab es einen ersten „richtigen“ Lkw für eine Tonne Nutzlast.

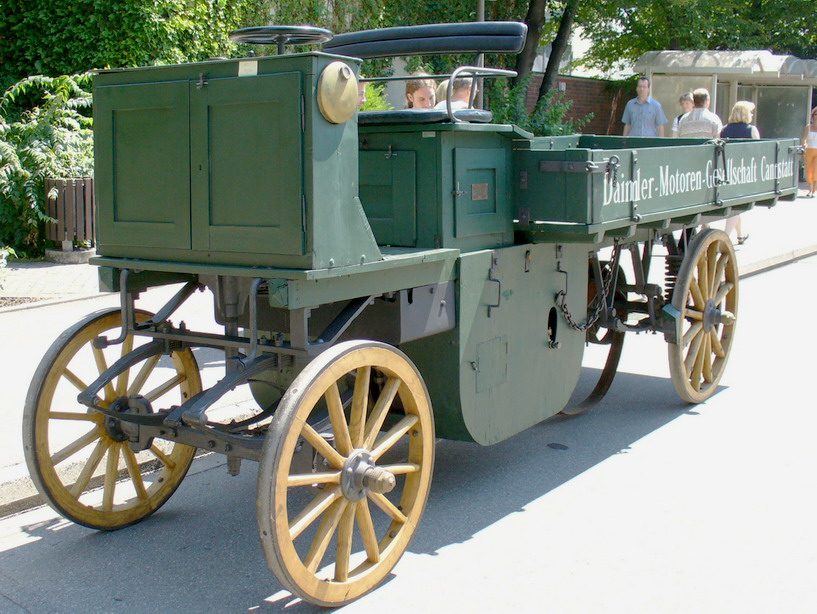
Daimler Motor-Lastwagen (1896)

Am 1. Oktober 1896 verkaufte Gottlieb Daimler, Begründer der Daimler-Motoren-Gesellschaft, in Cannstatt bei Stuttgart den ersten motorisierten Lastwagen.
Dieser hatte eine Nutzlast von 1,5 Tonnen, einen 2-Zylinder-Viertaktmotor mit 1,06 Liter Hubraum und eine Leistung von 4 PS, der eine Höchstgeschwindigkeit von 12 km/h erlaubte. Der Lkw kostete 4.600 Goldmark und wurde nach London verkauft. Weitere Lkw-Typen mit bis zu 10 PS und bis zu 5 Tonnen Nutzlast folgten. Es wurden auch motorisierte Feuerspritzen, eine fahrbare Säge- und Spalt-Maschine mit Daimler-Motor, ein Gerätewagen Licht sowie Daimler-Lokomobile zusammen mit Wilhelm Maybach entwickelt und gebaut.
Ebenfalls bereits in der Frühzeit des Lastwagenbaus aktiv war ein weiterer „Vater“ des Automobils, Carl Benz. Nachdem er bereits 1895 einen Motoromnibus konstruiert hatte, stellte er im Jahr 1900 den ersten eigenen Lastwagen vor.

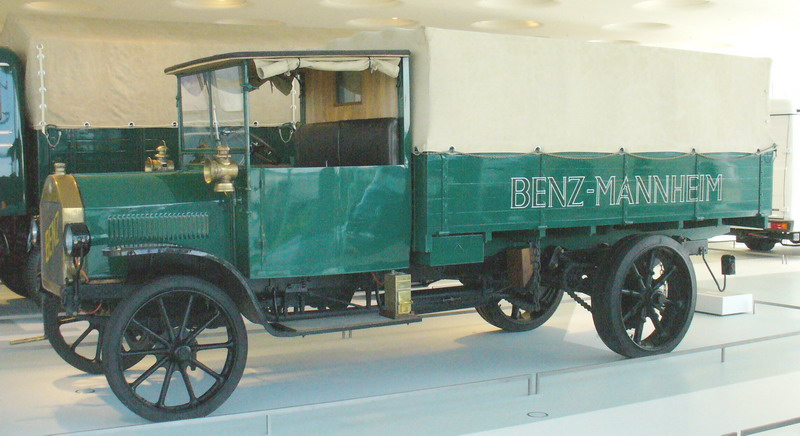
Benz Lastwagen von 1912

Ein weiterer bedeutender Pionier des Nutzfahrzeugbaus war Heinrich Büssing, der 1903 in Braunschweig die Heinrich Büssing, Specialfabrik für Motorlastwagen, Motoromnibusse und Motoren gründete und noch im selben Jahr mit der Serienfertigung von Lastwagen begann. Die Firma Büssing gilt auch als Erfinder der Luftfederung, des (vor allem in Bussen heute noch verbreiteten) Unterflurmotors und des Gliederbusses.

Bald nach der Entwicklung wirtschaftlicher Lastwagen entstand eine Vielzahl von Nutzfahrzeugherstellern, von denen die meisten nur im kleinen Umfang produzierten und häufig schon nach wenigen Jahren wieder vom Markt verschwanden. 

## Arbeitsplatz

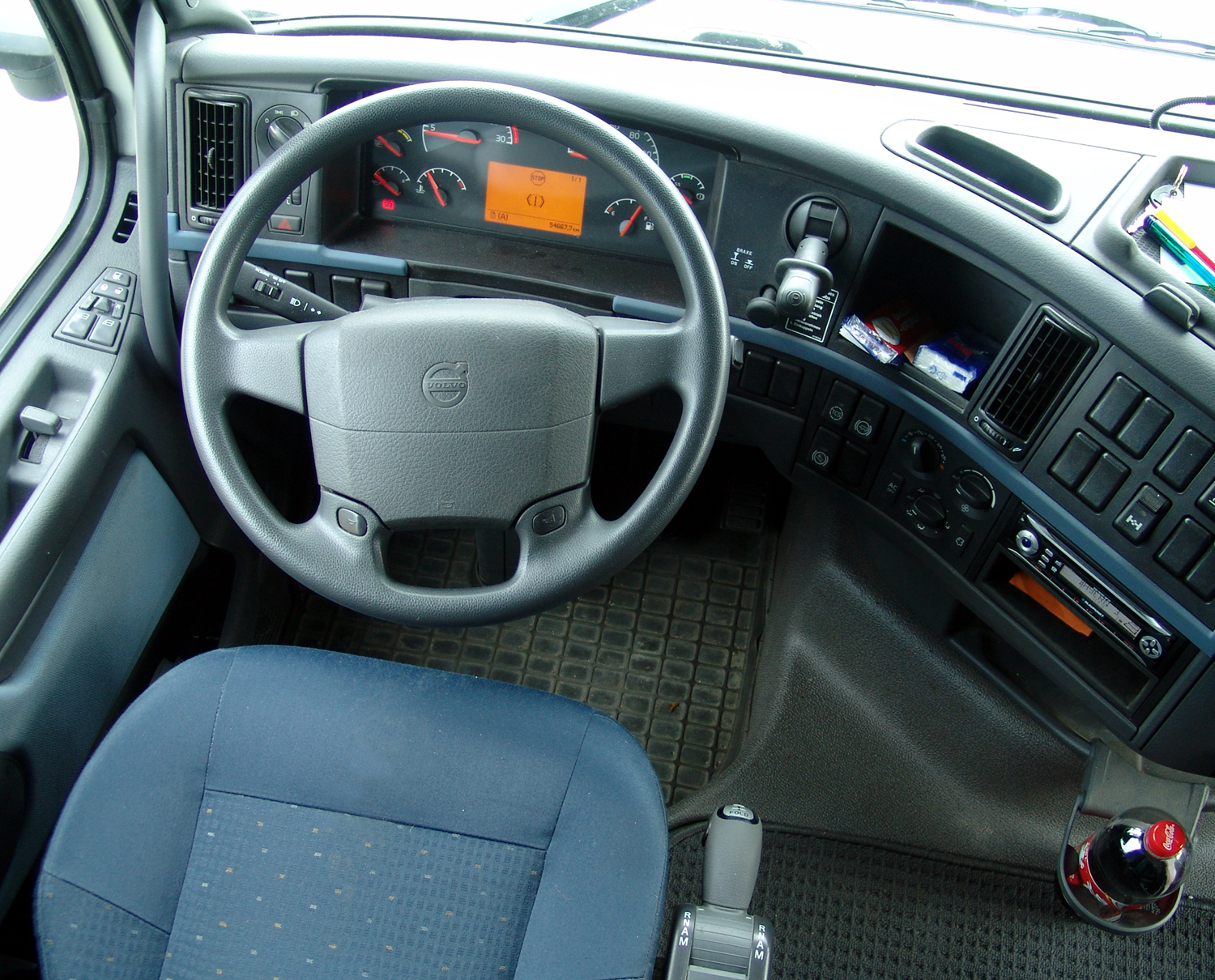
Arbeitsplatz eines Volvo Lkw (ab 2001)

Lastkraftwagen im Nahverkehr haben in der Regel nur eine kurze oder mittellange Fahrerkabine mit Sitzen und wenig Stauraum. Prinzipiell sind auch im Nah- und Verteilerverkehr alle Gewichtsklassen bis zum 40-Tonner vertreten, doch werden zumeist mittelschwere Fahrzeuge bis 12 Tonnen Gesamtgewicht wie auch besonders häufig 7,5-Tonner eingesetzt. Zur geringeren Fahrzeuggröße korrespondierend verfügen besonders Letztere, oft auch durch den kleineren Motor, über ein niedriger auf dem Chassis sitzendes, insgesamt kleineres Fahrerhaus und sind auch weniger komfortabel ausgestattet als Fernverkehrsfahrzeuge. Viele Fahrzeuge im Nahverkehr haben am Heck eine hydraulische Ladebordwand, die ein Auf- und Abladen auf Straßenniveau an Orten ohne entsprechende Laderampen ermöglicht und im geschlossenen Zustand wie eine Rückwand des Aufbaus fungiert oder diese z. T. ersetzt. Auch diese leichten und mittelschweren Fahrzeuge werden häufig mit Anhängern eingesetzt.
Im Fernverkehr verfügen Lastkraftwagen über größere Fahrerkabinen mit hinter den Sitzen angebrachten Ruheliegen. Diese Fahrerkabinen, auch Führerhaus bzw. Fahrerhaus genannt, haben seit Mitte der 1990er Jahre auch häufig ein erhöhtes Dach, damit auch größere Personen im Inneren aufrecht stehen können und um zusätzlichen Stauraum für persönliche Gegenstände des Fernfahrers zu bieten. Da Kraftfahrzeuge im Fernverkehr häufig auch als Aufenthaltsraum während der Stand- und Ruhezeiten dienen, ist die bessere Ausstattung gegenüber den „reinen“ Arbeitsplätzen der Nahverkehrsfahrzeuge sinnvoll. Bei kleineren Nahverkehr-Fahrzeugen hingegen ist eine niedriger eingebaute Fahrerkabine auch deshalb vorteilhaft, weil im Verteilerverkehr ein häufiges Ein- und Aussteigen notwendig ist und der Fahrer so häufig den Höhenunterschied zwischen Straßenniveau und Fahrerhaus überwinden muss.

## Technische Ausstattung

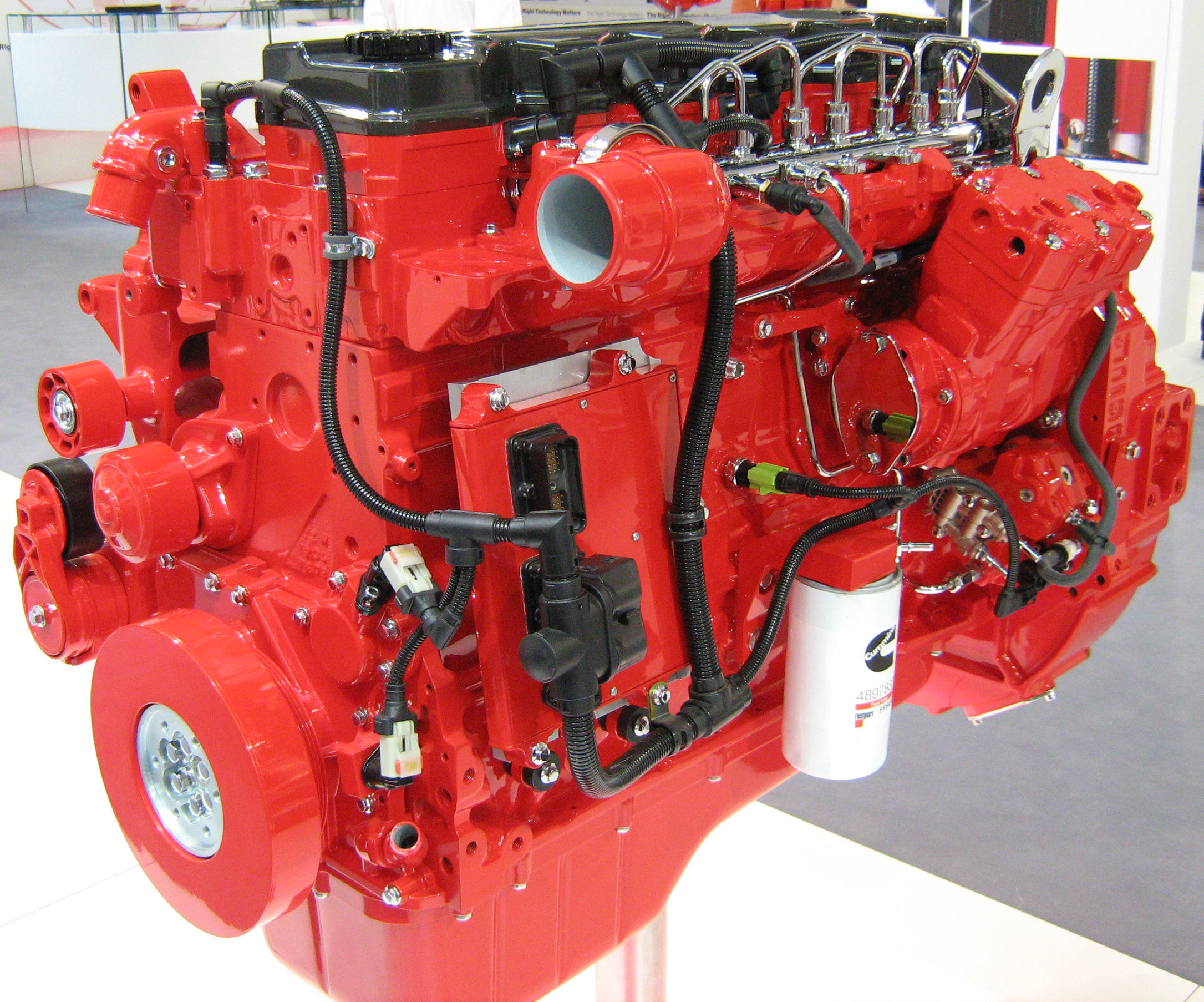
Cummins Engine Lkw-Motor (2008)
6 Zylinder, 6,7 Liter, 224 kW, High Common Rail Fuel System, NLC, Euro 5 (2008)

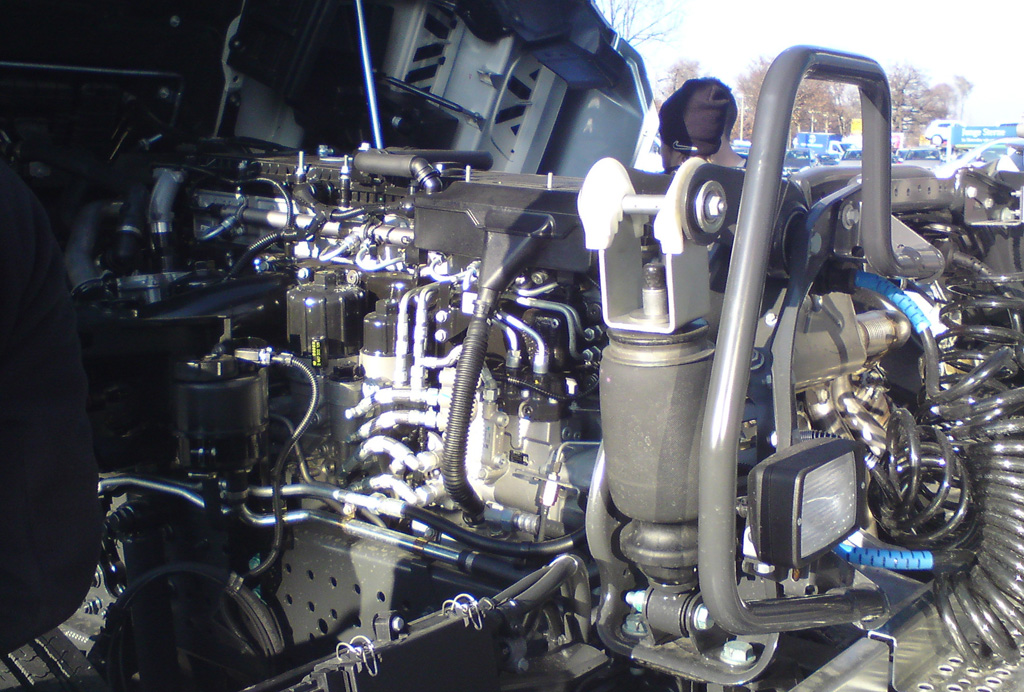
Reihensechszylinder-Dieselmotor eines Mercedes-Benz Actros

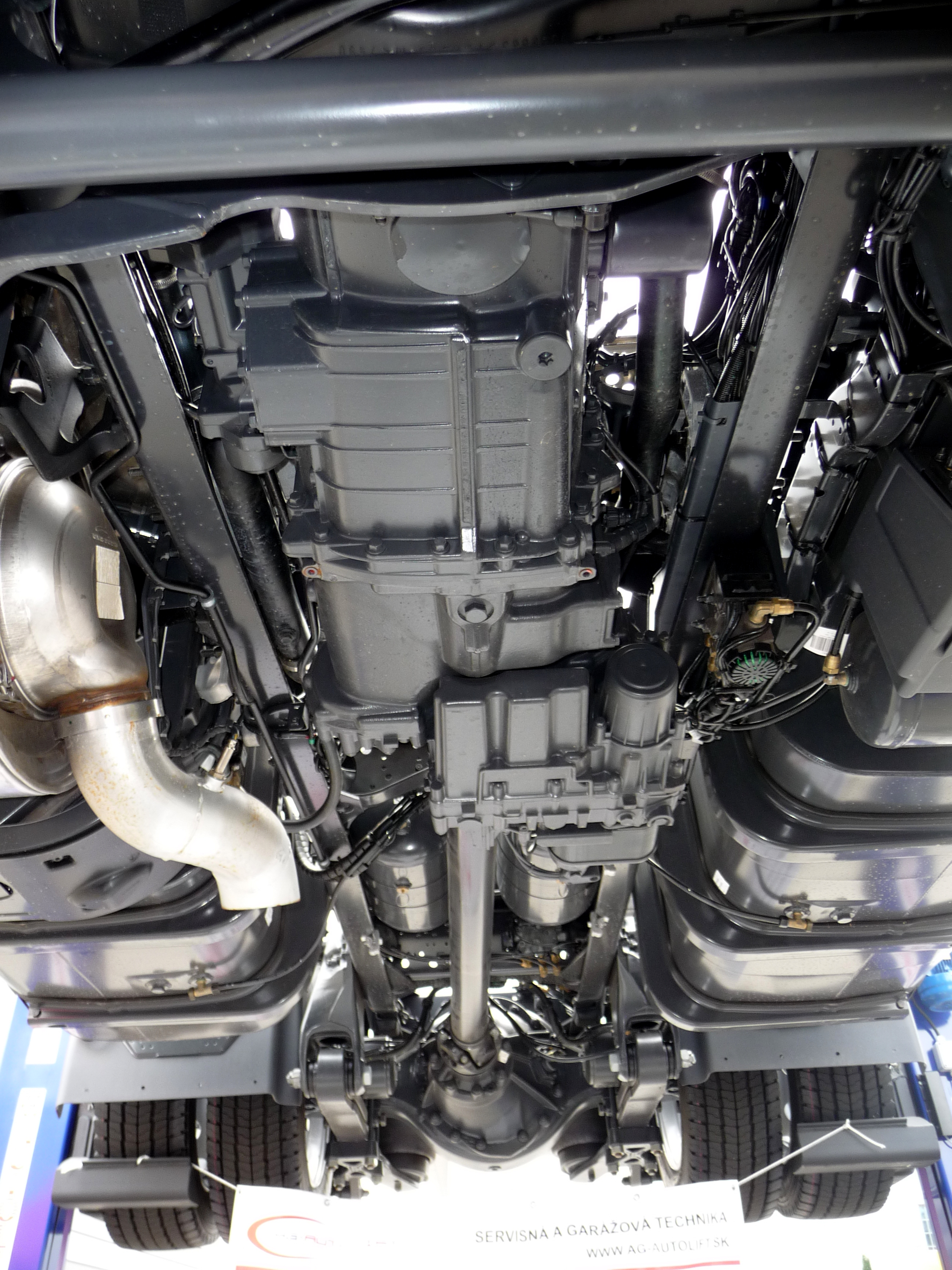
Unterbau eines Scania-Modells der R-Serie

In den letzten Jahren gab es verschiedene technische Verbesserungen wie zum Beispiel die Verwendung automatisierter Getriebe um den Fahrer zu entlasten. Die bevorzugte Nutzung von Scheiben statt Trommelbremsen um Bremsleistung und die damit einhergehende Sicherheit zu erhöhen. Parallel dazu hat sich der Einsatz von EBS etabliert. Klimaanlagen bis hin zu Multimediasystemen entsprechen ebenfalls dem Stand der Technik.
Im Bereich der Motoren lag der Schwerpunkt jahrzehntelang vor allem in der Leistungssteigerung, die teilweise sogar vom Gesetzgeber vorgeschrieben wurde, sowie der Verbrauchsreduktion. Seit den 1990er Jahren spielt auch der Schadstoffausstoß (u. a. durch Einführung der Abgas-Euronormen) in der Weiterentwicklung der Nutzfahrzeugmotoren eine zunehmende Rolle. Bessere Abgaswerte mussten dabei durch etwas höheren Verbrauch erkauft werden, was der Gesetzgeber durch eine entsprechende Steuergesetzgebung, die bessere Abgaswerte begünstigt, zu kompensieren versucht. Moderne Euro6 Motoren mit Ad-Blue Nachbehandlung kompensieren den Nachteil des erhöhten Verbrauchs, durch höhere Abgastemperaturen und die damit verminderte Rußbildung. Dadurch ist das „Freibrennen“ der Abgasanlage (und der damit verbundene Verbrauch) in den Hintergrund gerückt.

### Antriebsmotor

#### Verbrennungsmotoren
In den Anfängen des Lkw-Baus waren Otto-Motoren mit Benzin als Kraftstoff Stand der Technik. In Großbritannien wurden sogar noch bis in die 1950er Jahre Dampfwagen eingesetzt.

Während einfache, robuste Glühkopfmotoren sich nur für langsame Landmaschinen und Traktoren eigneten, wurden kompakte Dieselmotoren mit Vorkammereinspritzung (Kammerdieselmotoren) erst ab 1909 entwickelt, boten jedoch für Fahrzeuge zunächst wenig Vorteile und wurden vorwiegend als Schiffsdieselmotoren eingesetzt (siehe Dieselmotoren für die Kaiserliche Marine).
Erst in den 1920er Jahren begannen leichtere und leistungsfähigere Dieselmotoren für Landkraftfahrzeuge den Markt zu erobern.
Der technologische Durchbruch gelang ab 1931 mit der durch Harry Ricardo entwickelten Wirbelkammereinspritzung, so dass sich Dieselmotoren Dank geringerem Kraftstoffverbrauch und Unterhaltskosten im Nutzfahrzeugbau durchsetzten.
Diese gab es über mehrere Jahrzehnte hin sowohl wassergekühlt als auch luftgekühlt (Letzteres in Deutschland vor allem von Magirus-Deutz) sowie als Viertaktmotor und als Zweitaktmotor arbeitend (Letztere in Deutschland langjährig z. B. von Krupp). Abgesehen von besonderen Verwendungen in sehr kalten Regionen, hat sich als Kraftmaschine im Lkw der Viertakt-Dieselmotor mit Direkteinspritzung und Turbolader (Turbodiesel) durchgesetzt.
Vor allem wegen Kraftstoffmangels während der Kriegswirtschaft im Zweiten Weltkrieg wurden Lkw und andere Nutzfahrzeuge zeitweise mit Dampfantrieb sowie mit Holzgasmotor und Holzvergaser als Kraftstoff-Quelle gebaut und bis in die Nachkriegszeit in Deutschland verwendet.
Ende der 1960er Jahre experimentierten verschiedene Hersteller mit Gasturbinen: Ein Magirus-Deutz Prototyp von 1968 war der erste deutsche Fernlastwagen mit Turbinenantrieb; Versuchsfahrzeuge anderer Hersteller mit dieser Technik folgten später. Bei kompakter Bauweise können Gasturbinen zwar eine hohe Leistungsdichte bieten, erreichen jedoch beim spezifischen Kraftstoffverbrauch besonders in Teillast nicht die Effizienz von Kolbenmotoren.  Außer in der Luftfahrt wurden sie daher serienmäßig nur bei einigen Kampfpanzern eingesetzt, wie dem US-amerikanischen M1 Abrams oder dem russischen T-80, die gleichermaßen für ihren extrem hohen Kraftstoffverbrauch berüchtigt sind.

#### Elektrische Antriebe
Heute fast vergessen, wurden ab etwa 1900 bis zum Ersten Weltkrieg zahlreiche Pkw und Verteiler-Lastwagen mit Elektroantrieb und Bleiakkumulator gebaut, vereinzelt auch noch z. B. für die Paketzustellung der Post bis etwa 1977 in Linz.
Seit 2009 werden auch wieder elektrische Schwerlastkraftwagen im Hafenbetrieb in Los Angeles eingesetzt. Alternativ werden auch Brennstoffzellenantriebe und die Weiterentwicklung der Oberleitungstechnologie getestet. Wasserstoffantrieb und batterieelektrischer Antrieb gelten als wichtige Schritte zur Dekarbonisierung im Schwerlastverkehr.
Batterieelektrische Antriebe sind für den Schwerlastverkehr aufgrund hohen Batteriegewichts, langer Aufladezeiten und ausbaubedürftiger Ladeinfrastruktur derzeit eingeschränkt wirtschaftlich einsetzbar. Im April 2024 wurde erstmals ein Prototyp des 2023 vorgestellten elektrischen Lkw eActros 600 des Herstellers Daimler Truck an einer Ladesäule mit einer Leistung von einem Megawatt im unternehmenseigenen Entwicklungs- und Versuchszentrum in Wörth am Rhein erfolgreich geladen. Damit sind zwischenladungslose Reichweiten von über 500 km realisierbar. Bei zureichender Ladeinfrastruktur stünde einem wirtschaftlichen, ökologisch verträglichem Einsatz nichts im Wege.

### Fahrgestell und Antriebsstrang
Die Federung (und Dämpfung) erfolgte lange Zeit üblicherweise durch progressiv wirkende Blattfedern-Pakete. Seit Ende der 1960er Jahre etablierten sich nach und nach Luftfedern, die auch eine Niveauregulierung erlauben; wichtig etwa beim Aufnehmen und Absetzen von Wechselbehältern. Bei Baufahrzeugen ist die Blattfederung, die auf Dauer höheren Belastungen standhält, auch heute noch üblich. Vereinzelt wurden auch Schraubfedern verbaut, als Beispiel die Modelle der MAN gl Serie zu nennen, die bis etwa 2024 Standard in der Bundeswehr gewesen sind (abgelöst durch MAN HX Serie).
Fahrgestelle von Lkw sind normalerweise in Rahmenbauweise ausgeführt. Auf diesen Rahmen werden die verschiedenen Aufbauten aufgesetzt. Es gibt für spezielle Einsatzzwecke auch Zentralrohrrahmen, die sehr weit zum Boden herunterreichen, beispielsweise für Getränketransporter.

### Bremsen
Lkw-Bremsen werden mit Druckluft betätigt (sogenannte Fremdkraftbremsen). Damit ist die erzielbare Bremskraft nicht von der Fußkraft des Fahrers abhängig, sondern nur mehr vom Weg, den das Bremspedal zurück legt. Bei der Feststellbremse umgangssprachlich Handbremse wird im Unterschied zu Pkw, Druckluft zum Lösen benötigt. Dazu wird diese in Kombibremszylinder geleitet, um die in diesem wirkende Bremskraft auszugleichen und somit die Bremse freizugeben, siehe auch Federspeicherbremse. Ein Losfahren ist somit erst möglich wenn sich genügend Druckluft im System befindet. Seit den 1980er Jahren müssen die Fahrzeuge ein Antiblockiersystem (ABS) haben. Während bis weit in die 1990er Jahre Trommelbremsen für Lastwagen und Anhänger Standard waren, finden sich seit Mitte der 1990er Jahre auch bei schweren Lastwagen und auch Anhängern zunehmend Scheibenbremsen.
Um den Bremsverschleiß zu reduzieren, werden Dauerbremsanlagen verwendet. Zu Beginn bestanden diese nur darin, die Bremswirkung des Motors zu nutzen. Nachfolgend wurden Lkw mit explizit dafür entwickelten Dauerbremsen ausgestattet. Besonders bei Einsatzgebieten in Mittel- oder Hochgebirgen sind schwere Lastwagen häufig mit einer zusätzlichen, fast verschleißfreien, leisen und thermisch belastbaren Bremse, dem sogenannten Retarder oder auch Intarder ausgestattet.
Moderne Lkw Bremssysteme kombinieren sämtliche Bremsoptionen selbst und richten sich nach dem Fahrerwunsch sowie allen Signalen die per CAN-Bus zur Verfügung gestellt werden.

### Auspuffanlage, Lärmschutz
Neben den bisher üblichen Absorptionsschalldämpfer befinden sich derzeit neue mit Gegenschall arbeitende Schalldämpfer in Entwicklung. Diese sind technisch in der Lage den Schall gegenüber klassischen Schalldämpfern um bis zu 20 dB(A) zu senken. Eine Lärmreduzierung um 20 dB(A) empfindet der Mensch als eine Reduzierung des Lärms auf ein Viertel. Durch Einsatz dieser Technologie lassen sich neben schweren Lastzügen auch leistungsstarke Motorräder so leise machen wie aktuelle leise Pkw.
Die elektronischen Gegenschalldämpfer sind kleiner und leichter als klassische Schalldämpfer. Der um etwa 35 % reduzierte Gegendruck wirkt sich wahlweise mit einer Steigerung der Leistung oder einer Reduzierung des Kraftstoffverbrauchs und des CO2-Ausstoß aus. Erste mit Gegenschall arbeitende aktive Schalldämpfer werden bereits vereinzelt bei hochpreisigen Pkw eingesetzt.

### Achsen und Bereifung

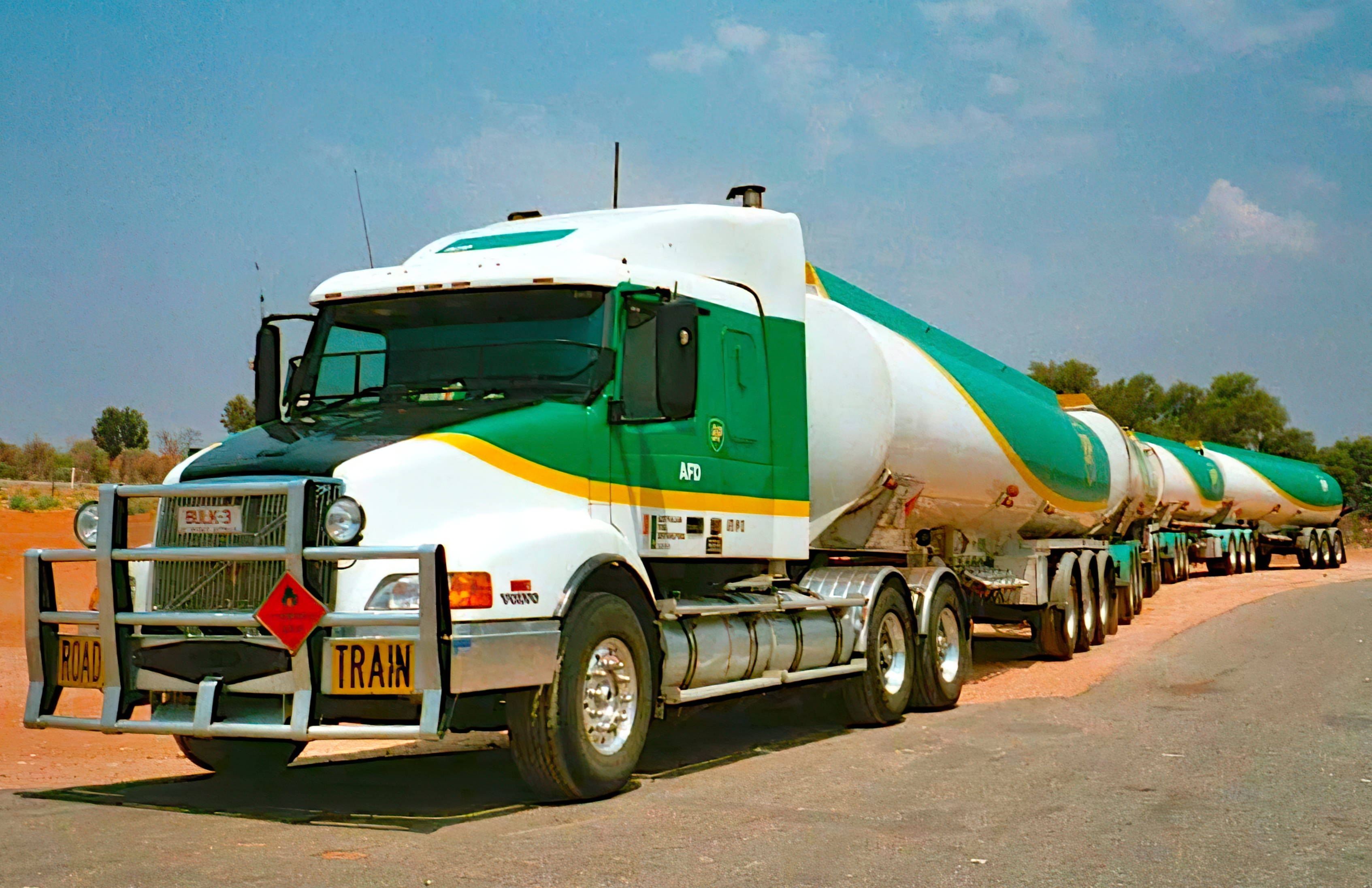
Road Train

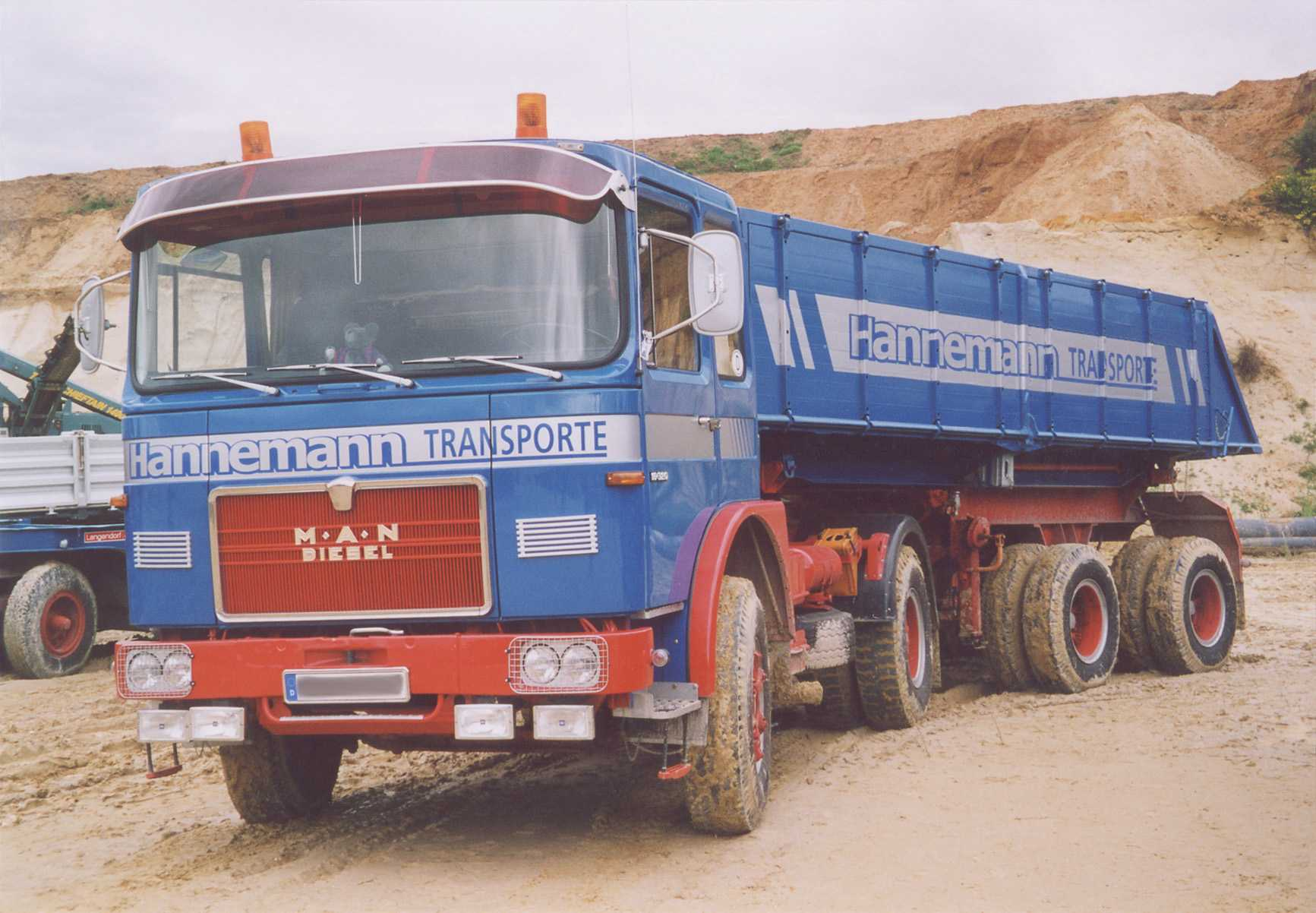
Kippsattelzug mit Zwillingsbereifung

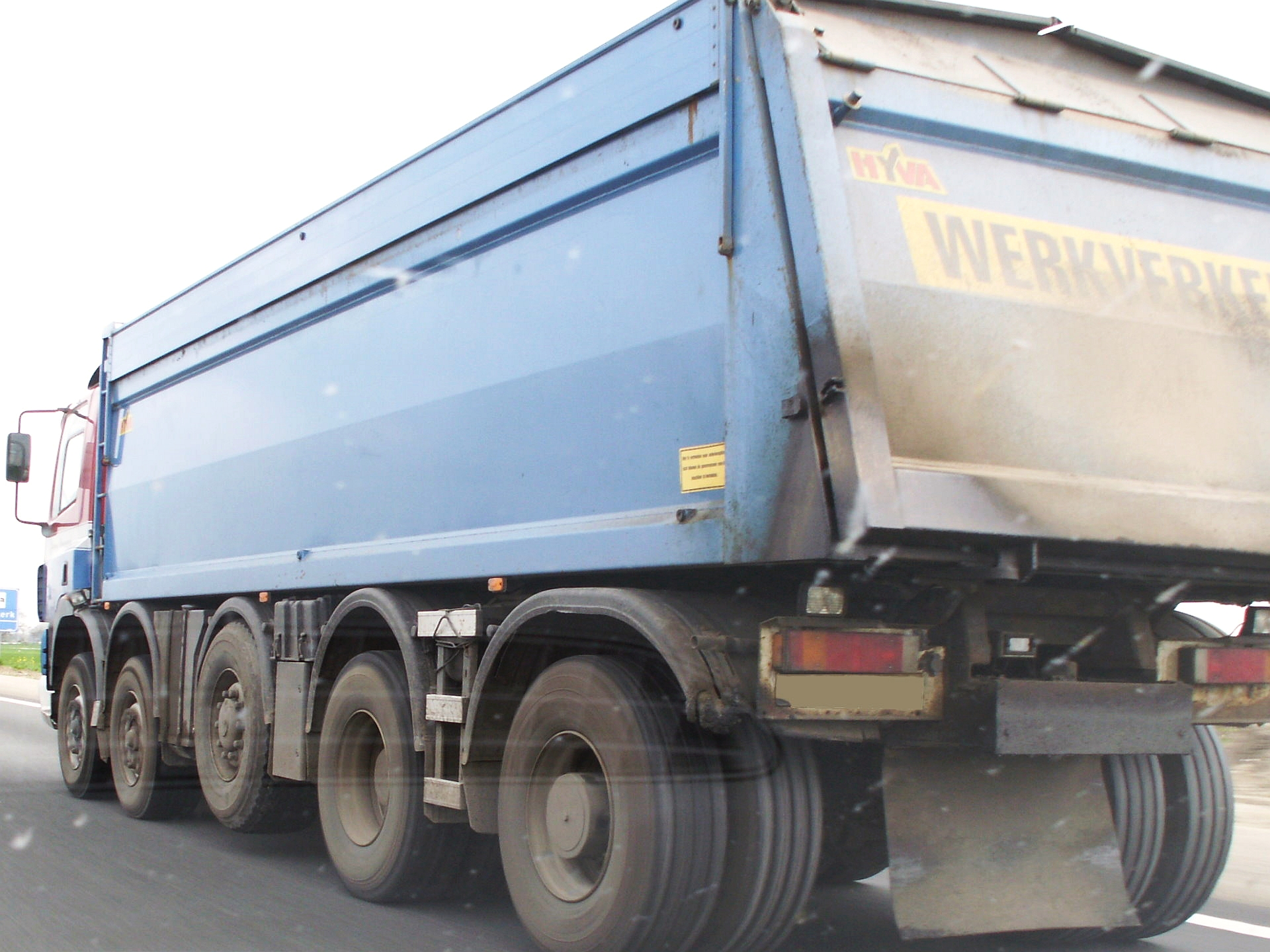
Lastwagen mit fünf Achsen, davon drei Lenkachsen und eine Liftachse

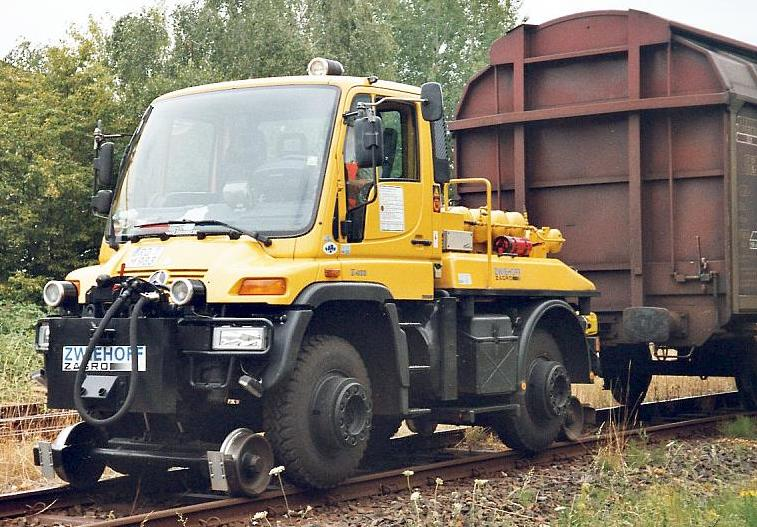
Zweiwegefahrzeug

Je nach Größe haben Lkw üblicherweise zwei, drei oder vier Achsen, wobei im Regelfall eine oder bei drei- und vierachsigen Fahrzeugen auch beide hinteren Achsen angetrieben werden können und die erste, bei vierachsigen Fahrzeugen auch die beiden vorderen lenkbar sind. In seltenen Fällen können auch hintere Achsen mitgelenkt sein, wobei die Antriebsachsen regelmäßig nicht lenkbar sind. Es gibt wie bei Personenwagen auch Lkw mit Allradantrieb, im gewerblichen Verkehr vor allem bei Baufahrzeugen, ansonsten vor allem bei Militär- sowie teilweise Feuerwehr- und Sonderfahrzeugen. Zur Beschreibung der Anzahl der angetriebenen Räder bzw. Achsen im Verhältnis zu deren Gesamtzahl dient die Antriebsformel, z. B. 6×6 bei einem Allrad-Lkw mit drei Achsen. Teils wird auch die Zahl der gelenkten oder weiterer Achstypen in der Achsformel kodiert.
Man unterscheidet die Achsarten nach Lenkachse, Triebachse und Zusatzachse(n), worunter auch die Achsen eines Anhängers oder Sattelzug-Aufliegers fallen. Die Bereifungen weisen neben der Achsart auch für die Einsatzart unterschiedliche Profile auf.
- Die Lenkachse hat die Aufgabe, den gesamten Lkw zu führen und gerade auch beim Gliederzug große Bremskräfte zu übertragen. Sie wird mit sogenannten Lenkachsreifen versehen, die ein ausgeprägtes Längsprofil und mäßig ausgelegte Quer-Rillen haben. Oft sind diese Reifen in der Typbezeichnung mit dem Buchstaben S gekennzeichnet (für engl. steering = Lenkung – z. B. „Goodyear Marathon LHS“, „Continental HSC“). Weitere Buchstaben der Reifenbezeichnung geben den Einsatzzweck als Fernverkehrs- (L für long distance) oder Baustellenreifen (C für construction) an. Das H für heavy kennzeichnet einen Reifen für schwere Nutzfahrzeuge. Nach dem gleichen Schema sind meist die Typbezeichnungen für andere Achsen und Einsatzgebiete aufgebaut.
- Die Triebachse trägt die größte Achslast. Sie überträgt neben der Antriebskraft bei ausgelasteten Sattelzügen auch die größte Bremskraft. Auf ihren Rädern kommen daher Reifen zum Einsatz, die ein ausgeprägtes stollenartiges Profil aufweisen – oft mit M+S-Kennung (Winterprofil). Diese tragen in der Regel den Positionscode D für drive (z. B. „Michelin XDA“) in der Reifenbezeichnung.
- Zusatzachsen können als Schleppachse, Vorlaufachse oder Nachlaufachse die Aufgabe haben, das Gewicht des Fahrzeuges zu verteilen und mehr Bremsleistung zu übertragen. Ist die Zusatzachse zwischen der Lenkachse und der Triebachse angebracht, spricht man von einer Vorlaufachse. Zur Verbesserung des Wendekreises kann eine Vorlaufachse auch als Lenkachse konstruiert sein. Ist die Zusatzachse hinter der Triebachse angebracht, spricht man von einer Nachlaufachse. Hier werden Reifen mit einem Schlangen- oder Zickzack-Profil benutzt.
- Eine Liftachse ist eine anhebbare Zusatzachse, die nur bei schwerer Beladung abgesenkt wird, um das Fahrzeuggewicht gleichmäßiger auf den Untergrund zu verteilen. Bei geringer oder ohne Beladung kann diese Achse dann angehoben werden. Einerseits um Verschleiß, vor allem an den Reifen bei enger Kurvenfahrt, zu verhindern, andererseits um für eine bessere Haftung auf der Straße mehr Last auf die angetriebene(n) Achse(n) zu bringen.

Die Bereifung eines Lkw erfolgt je nach Achse, das heißt, es gibt je nach Achsart unterschiedliche Grundprofile. Während Lenkachsen einfach bereift sind, werden an Lkw-Triebachsen hauptsächlich Zwillingsreifen verwendet. Dazu werden jeweils zwei Räder hintereinander verschraubt. Spezielle Geländefahrzeuge haben – für eine effektiv breitere Aufstandsbasis – auch auf der Hinterachse meist nur eine Single-Bereifung. In den 1990er Jahren kamen auch Felgengewichtsparende Breitreifen als Ersatz für Zwillingsreifen auf, die jedoch eher nur noch für Großvolumentransporter bei kleineren Reifendurchmessern eingesetzt werden. Darüber hinaus gibt es spezielle Anhänger- bzw. Trailerreifen (Positionscode T bei vielen Herstellern, z. B. „Marathon LHT“, „Conti HTL“), die im Profilbild den Lenkachsreifen gleichen, aber kaum Lenkkräfte zu übertragen haben.
Zu unterscheiden ist auch, ob ein Reifen im örtlichen, regionalen oder im Fernverkehr eingesetzt wird, ferner für Baustellen oder schwere Geländeeinsätze, da Reifen neben den unterschiedlichen Profilbildern auch unterschiedliche Geschwindigkeitsindizes und Tragfähigkeiten aufweisen. Die Belastungen, die auf einen Reifen eines Müllentsorgungsfahrzeugs wirken, sind andere als die eines Fernverkehrs-Lkw, da der Müllwagen im innerstädtischen Verkehr zwar keine hohen Geschwindigkeiten fährt, aber dafür durch häufiges Abbiegen, Anfahren und Bremsen belastet wird, während der Fernverkehrsreifen über mehrere Stunden nahezu konstant hohen Geschwindigkeiten ausgesetzt ist. An Letzteren werden auch besonders hohe Anforderungen an gute Spurführeigenschaften gestellt, während bei einem Baustellenreifen wiederum gute Haftungseigenschaften im Vordergrund stehen.
Im Gegensatz zum Pkw ist ein Lkw oft mit einem Ganzjahresreifen ausgerüstet und hat keine unterschiedliche Bereifung für Sommer und Winter. Die Reifen eines Lkw unterliegen wegen ihres großen Durchmessers und der geringeren Geschwindigkeit des Lkw kleineren Drehzahlen. Das Erfordernis der härteren Mischung für höhere Geschwindigkeiten stellt sich damit nicht, aber die eines gröberen Profils, das bei Schnee besser greift. Bleibt ein Lkw im Winter auf glatter Fahrbahn stecken, so kann dies daran liegen, dass er auf Sommerreifen unterwegs ist, oder dass er nicht oder nur sehr leicht beladen ist. Gibt der Fahrer zu viel Gas, drehen die Räder durch und er hat damit nur mehr einen geringen Kraftschluss zwischen Rad und Fahrbahn. Ein verantwortungsbewusster Fahrer zieht in diesem Fall Schneeketten auf oder bricht die Fahrt rechtzeitig ab.
In Österreich sind für Gefahrengut-Tanklastwagen (wegen des hohen Gefahrenpotentials) Detektoren für Reifendruckverlust seit langem Standard und einige Zeit auch Schleuderkettensysteme an den Antriebsachsen Pflicht, die – in Fahrt zuschaltbar – umlaufend kurze Kettenstücke in die Rad-Boden-Eingriffstelle rotieren.
Es gibt auch Lkw als Spezialfahrzeuge, die zusätzliche Radsätze haben, um damit auf Eisenbahnschienen fahren zu können. Man spricht dann von einem Zweiwegefahrzeug.

### Aufbauarten
Je nach Einsatzzweck, besonders im Hinblick auf spezielle Eigenschaften der Ladegüter, hat sich im Laufe der Zeit eine Vielzahl verschiedener Aufbauarten entwickelt. Den Nutzungsmöglichkeiten sind dabei prinzipiell nur durch die maximalen Außenabmessungen und Gesamtgewichte Grenzen gesetzt. Grob kann unterschieden werden nach weitgehend universell einsetzbaren Standardaufbauten und nach Sonderaufbauten für spezielle Güterarten, für spezielle Arbeitsaufgaben sowie für andere Zwecke als den gewerblichen Gütertransport.

#### Standardaufbauten
Einige gängige Aufbauformen für Massengüter bzw. vielfältige Einsatzmöglichkeiten sind heute weitgehend standardisiert bzw. haben sich zumindest in der Grundkonstruktion weitgehend identisch durchgesetzt. Hierzu zählen feste, offene Ladeflächen (sog. Pritschen), geschlossene Kästen und Tankaufbauten, welche es jeweils bereits zu Zeiten der Pferdekutschen gab. Zusätzlich etabliert haben sich seit langem Kipperfahrzeuge (überwiegend zum Einsatz in der Bauwirtschaft) mit als kippbare Pritschen oder Mulden ausgeführten Aufbauten, Isolier- und Kühlaufbauten sowie Chassis zur Aufnahme austauschbarer Behälter wie etwa Container. Diese sind (mit Ausnahme der kippbaren Pritschen) auch bei Eisenbahn-Güterwagen zu finden. Eine exakt trennscharfe Definition von Standardaufbauten ist zwar nicht möglich, aber sie können einerseits nach ihrer Verbreitung, andererseits nach ihrem Spezialisierungsgrad, also der Eignung zum Transport vieler unterschiedlicher (und nicht nur einiger weniger) Güterarten, abgegrenzt werden:
| Bezeichnung                        | Erläuterung | Beispiel |
| ---------------------------------- | --- | -------- |
| Pritschenaufbau                    | Die einfachste und gleichzeitig am universellsten verwendbare Aufbauform ist die Pritsche: Die ursprünglichste Variante der Pritsche ist eine einfache ebene Plattform ohne Seitenwände als Ladefläche über dem Fahrgestell (die in seltenen Fällen auch heute noch zu finden ist). Um ein Herunterrutschen oder Herunterfallen der Ladung während der Fahrt zu verhindern, werden Pritschen heute aber schon seit langem fast immer mit Bordwänden versehen. In der Regel sind die Bordwände seitlich und hinten zwecks einfacherer Be- und Entladung umklappbar (Bracken), während die Bordwand nach vorne fest installiert ist und etwa bei starken Bremsungen ein Aufschlagen der Ladung auf das Fahrerhaus verhindert. In der Verwaltungssprache wird diese Form auch als „offener Kasten“ bezeichnet. Zumeist werden fest installierte Pritschenaufbauten heute mit einer durch ein Plangestell (dem sogenannten Spriegel) getragenen Lkw-Plane ergänzt, die den Laderaum nach vorne, hinten, seitlich und nach oben umschließt, aber seitlich sowie hinten geöffnet werden kann. Dies ermöglicht einen bedingten Schutz der Ladung gegen äußere Einflüsse wie z. B. die Witterung. Beim ausschließlichen Transport witterungsunempfindlicher Güter werden auch Pritschenfahrzeuge ohne Planen eingesetzt. Kipper haben einen oben offenen Pritschenaufbau mit nach hinten und/oder zur Seite kippbarer Pritsche (mit zu öffnenden Seitenwänden). Diese Lkw dienen vorwiegend zum Transport von witterungsunempfindlichen Schüttgütern wie Sand oder Erdaushub. Als Sonderform zum Transport empfindlicherer Güter wie z. B. Getreide werden teilweise auch geschlossene Kästen mit Dachöffnungen zum Beladen versehen und kippbar ausgeführt oder offene Aufbauten mit Planen oder Wagendecken versehen, diese sind eigentlich aber den Sonderaufbauten zuzurechnen. |          |
| Geschlossener Kasten               | Die Ladefläche ist vollständig mit festen Wänden umschlossen und überdacht. Überwiegend ist nur die Rückseite in Form von Türen ausgeführt, die Seitenwände sind fest. Seltener sind auch Türen in den Seiten oder diese komplett aufklappbar ausgeführt. Unterarten sind: - Kastenwagen: Der rundum geschlossene und überdachte Laderaum ist mit dem Führerhaus verbunden bzw. als eine Einheit mit dem Führerhaus ausgeführt. In Deutschland ist diese Bauart heute nur noch bei Kleintransportern und Lieferwagen üblich. Bis etwa Anfang der 1970er Jahre war sie aber auch bei Lkw weit verbreitet, insbesondere bei Möbelwagen. Diese Aufbauart entfiel mit dem Aufkommen kippbarer Lkw-Fahrerhäuser, da ein Kippen des Fahrerhauses bei einem damit fest verbundenen Aufbau nicht möglich ist. - Kofferaufbau: In der heute üblichen, wegen ihrer auch äußerlich separaten Form als Koffer bezeichnete Bauform ist der kastenförmig ausgeführte, rundum geschlossene und überdachte Laderaum nicht mit dem Führerhaus verbunden, sondern nur auf das Chassis aufgesetzt. - Kühlwagen: Zum Transport leicht verderblicher oder aufgrund ihrer chemischen Eigenschaften an bestimmte Aufbewahrungstemperaturen gebundener Ware werden in der Regel Kasten- oder Kofferaufbauten verwendet, die zusätzlich mit einem Kühlaggregat und einer Isolierung ausgestattet sind. Seltener werden auch Tankwagen mit Kühlaggregaten ausgestattet, diese werden im allgemeinen Sprachgebrauch aber nicht als Kühlwagen bezeichnet. |          |
| Tankaufbau                         | Tankwagen dienen zum Transport von losen, also nicht in Gebinde abgefüllten Flüssigkeiten, die in der Regel in größeren Mengen sortenrein transportiert werden sollen. Tankaufbauten weisen oft von außen nicht erkennbare Unterteilungen in mehrere Kammern auf, einerseits um verschiedene Sorten (Benzin/Heizöl/…) gleichzeitig unterzubringen und auch bei Teilbeladung gefährliches Schwappen bei Kurvenfahrt und Bremsen zu verringern. Beladen werden sie in der Regel durch Deckel von oben, entladen entweder durch Schläuche und Pumpen von oben oder (häufiger) durch Armaturen mit Auslaufhähnen und Schlauchkupplungen seitlich bzw. nach unten. Zum Entladen von Treibstoffen in Erdtanks reicht die Wirkung der Schwerkraft, eine eigene Rückleitung „pendelt“ die Gasphase zurück. Eine Bauweise ist im Querschnitt kreisrund, eine andere gewölbt-rechteckig. Auffällig kleine Tanks weisen auf hohe Dichte des Ladeguts (etwa Schwefelsäure, Tierblut) hin. Um flüssig zu bleiben, wird Bitumen heiß, Fett zumindest vor Kälte geschützt, verflüssigter Stickstoff andererseits tiefkalt, alle daher wärmeisoliert transportiert. Tanks für die Flüssiggase Propan/Butan müssen etwa 20 bar Dampfdruck halten. Für Gase bei 200 bar Hochdruck gibt es eine Sonderkonstruktion mit einem Bündel aus 9 langen Stahlzylindern. |          |
| Trägersysteme für Wechselaufbauten | Seit Ende der 1960er Jahre hat sich (ursprünglich aus den USA kommend) die Verwendung von Fahrzeugen mit austauschbaren Aufbauten verbreitet. Dafür wird das Lkw-Chassis mit im Abstand zueinander sowie in ihrer Form genormten Aufnahmevorrichtungen versehen, die ihre Gegenstücke in ebenfalls genormten, austauschbaren Behältern finden: - Containerchassis: Diese Konstruktion dient zur Arretierung von ISO-Containern, die sich auch auf Eisenbahn-Containerwaggons transportieren lassen, im internationalen Verkehr aber vor allem auf Schiffen befördert werden und mit denen mittlerweile ein Großteil des Welthandels abgewickelt wird. Neben diesen weltweit genormten Containern gibt es noch andere Containersysteme, in Deutschland z. B. Bahncontainer der Deutschen Bahn AG, die prinzipiell ähnlich funktionieren und auch auf einer Normung von Behältern und Trägersystemen beruhen. - Wechselbrücken-Systeme (englisch Swap-Bodies) mit überwiegendem Einsatz in Deutschland und teilweise in Westeuropa: Dabei handelt es sich wie bei Containern um genormte Systeme von Träger-Fahrgestellen (Lkw-Chassis oder Eisenbahnwagen) und aufsetzbaren, auswechselbaren Behältern. Im Unterschied zu den genormten Standard-Containern haben diese Wechselbehälter oder Wechselbrücken eigene, ein- und ausklappbare Stützen, weshalb sie im Lkw-Verkehr auch ohne Hilfe von Containerkränen an beliebigen Orten auf- und abgesetzt werden können. Außerdem bieten sie einen auf europäische Maße abgestimmten Innenraum, der etwas größer ist als der des auf US-amerikanische Maße und Bedürfnisse zugeschnittenen 20-Fuß-Containers. - Wechselladerfahrzeug: Eingesetzt zum Transport von Abrollbehältern (nicht zu verwechseln mit ISO-Containern) oder mobilen Absetzmulden, z. B. für die Entsorgung von Sperrmüll oder Bauschutt. - Mobiler: Hierbei handelt es sich um eine Sonderform des Wechselladerfahrzeugs mit einer horizontalen Umschlagtechnik für den kombinierten Verkehr Schiene/Straße. - Niederflur-Hubwagen: Lkw mit absenk- und anhebbarer Ladevorrichtung, z. B. von Ruthmann. - Seitenlader: Spezialauflieger zum Transport und infrastrukturunabhängigen Umschlag von ISO-Containern auf/von Bahnwaggons, Container-Chassis und Boden |          |

#### Sonderaufbauten für gewerbliche Güterbeförderung
Ergänzend zu den in ihrer Grundkonstruktion bzw. Eignung weitgehend identischen und für eine größere Zahl unterschiedlicher Waren geeigneten Standardaufbauten haben sich noch eine Vielzahl von Sonderaufbauten herausgebildet, die für bestimmte Ladegüter prädestiniert sind. Diese sind in der Regel aufgrund der speziellen Eigenschaften dieser Güter entstanden, da sie sich für diese Güter zumindest zu einer rationellen und kostengünstigen Transportabwicklung als sinnvoll erwiesen haben. Als wichtigste Ausprägungen sind zu nennen:
| Bezeichnung                                     | Erläuterung | Beispiel |
| ----------------------------------------------- | --- | -------- |
| Autotransporter                                 | zum Transport von Fahrzeugen. Dabei wird zwischen geschlossenen und offenen Autotransportern unterschieden. |          |
| Betonmischer                                    | zum Transport von verarbeitungsfertigem Beton zu Baustellen |          |
| Stückguttransporter                             | Lkw mit Spezial-Pritschenaufbau zum Getränketransport zu den Endkunden |          |
| Glastransporter                                 | Spezialkonstruktion zum Transport von Glasscheiben |          |
| Langmaterial-Fahrzeuge                          | für überlanges Ladegut wie etwa Stahlträger (diese sind den normalen Pritschenfahrzeugen konstruktiv noch relativ nah) |          |
| Langholztransporter                             | Sonderform des Langmaterial-Fahrzeugs, bei dem Zugfahrzeug und Nachläufer häufig nur durch ein Leitungspaket und nicht durch ein festes Chassis verbunden sind. Das Leitungspaket besteht in der Regel aus den Versorgungsleitungen für Luft, Elektro und Hydraulik, die in einem Schlauch ähnlich dem Feuerwehrschlauch gefasst sind. Er ist unter den Stämmen an einem Seil befestigt, das nur die Aufgabe zur Aufhängung sowie Führung des Leitungspakets hat und somit keinerlei Zugverbindung ist. Die Verbindung entsteht durch die entsprechend gesicherten Holzstämme selbst. Die Lenkung des Nachläufers in engen Kurven übernahm früher der Schwigger mit einem Handrad, heute wird dies per Fernsteuerung gelöst. |          |
| Muldenkipper                                    | Muldenkipper sind eine Sonderform des Kipperfahrzeugs mit nicht umklappbaren und besonders verstärkten Bordwänden, die für besondere Belastungen z. B. in der Bauwirtschaft verwendet werden. Sie sind heute vorwiegend in der Ausführung als Sattelzug mit Auflieger und darauf befindlicher Kippmulde zu finden. Daneben existieren auch Muldenkipper mit Übergröße, die keine Straßenzulassung besitzen und nur betriebsintern z. B. in Steinbrüchen oder Bergwerken eingesetzt werden. Durch breite Versteifungsrippen (Alu oder Stahl) kann Motorabgas geleitet werden, um ein Anfrieren feuchten Ladeguts zu vermeiden.                                                                                                |          |
| Siloaufbau                                      | für pulverförmige und rieselfähige Schüttgüter, oft kombiniert mit einer Aufstellvorrichtung zum Kippen des Behälters zur Entleerung und Drucklufteinrichtungen zum Fließend-Machen und Fördern. Güter kleiner Dichte machen besonders voluminöse Silos sinnvoll (für Sojaflocken bis 60 m³) |          |
| Tieflader sowie Großraum- und Schwertransporter | Diese überschreiten häufig die vorgeschriebenen Maximalmaße oder -gewichte und bedürfen daher spezieller Genehmigungen. Der größte Schwertransporter ist der Scheuerle LS 250 „Heuler“, der z. B. durch die Bahntochter Heavy Cargo + Service für Transformatoren-Transporte eingesetzt wird. |          |
| Viehtransporter bzw. Verschlagwagen             | zum Transport lebender Tiere |          |

#### Weitere Sonderaufbauten
Darüber hinaus sollen der Vollständigkeit halber noch einige weitere Sonderaufbauten erwähnt werden, bei denen der gewerbliche Warentransport (entgegen der obigen Grundsatzdefinition des Lastkraftwagens) jedoch nicht der Haupteinsatzzweck ist bzw. überhaupt keine Rolle spielt. Diese Fahrzeuge fallen landläufig insofern auch unter den Begriff des Lkw, weil in der Regel Lkw-Chassis als Basis für diese speziellen Sonderfahrzeuge dienen. Exemplarisch für eine Vielzahl von Varianten sind zu nennen:
| Bezeichnung                     | Erläuterung | Beispiel |
| ------------------------------- | --- | -------- |
| Abschleppwagen                  | zum Bergen liegengebliebener oder verbotswidrig abgestellter Fahrzeuge |          |
| Autokran                        | zum Heben schwerer Lasten beim Be- und Entladen von Fahrzeugen, außerdem auch an Baustellen und bei Bergungsarbeiten nach Unfällen |          |
| Expeditionsmobil                | Lkw mit Wohnaufbau für Reisen in wenig erschlossene Länder oder Gegenden, häufig mit Allradantrieb |          |
| Gelenkmast                      | sehr variable, auch als Kran einsetzbare Hubarbeits- bzw. Hubrettungsbühne zum Erreichen großer Höhen bzw. von Stellen, die mit Hubsteigern oder Drehleitern nicht zugänglich sind |          |
| Gerätewagen                     | spezielles Fahrzeug der Hilfsorganisationen, das dafür ausgelegt ist, umfangreiches Gerät für ein Aufgabenfeld an Einsatzstellen zu bringen |          |
| Gerätekraftwagen                | Einsatzfahrzeug verschiedener Behörden und Organisationen mit Sicherheitsaufgaben in Deutschland |          |
| Hubsteiger                      | fahrbare Arbeitsbühne zum Erreichen von Straßenlaternen, Oberleitungen, Schilderbrücken usw., häufig in Diensten von Behörden und Versorgungsunternehmen |          |
| Innenlader                      | die schmale, tiefliegende Ladeplattform ist rechtwinkelig-muldenförmig, liegt seitlich zwischen den Radschwingen und kann von hinten beladen werden, wo die Ladekante bis zum Aufliegen auf der Fahrbahn abgesenkt werden kann. Für Kabeltrommeln oder durch Pressung von der Seite gehalterte Pakete von stehendem Flachglas (häufig auch als Sattelauflieger). |          |
| Kehrmaschine                    | zur Straßenreinigung |          |
| Mannschaftstransportwagen       | Beim Militär und bei der Polizei werden neben Bussen teilweise auch Lkw mit Sitzplätzen auf der Ladefläche ausgestattet, um Personen zu transportieren. Mannschaftstransportwagen werden auch zu zivilen Zwecken eingesetzt, z. B. wenn in unwegsamem Gelände viele Personen transportiert werden müssen (z. B. im Bergbau).                                     |          |
| mobile Küche/Feldküche          | zur Verpflegung von Menschen außerhalb geeigneter fester Einrichtungen (z. B. im Gelände), hauptsächlich beim Militär und bei Hilfsorganisationen |          |
| Müllwagen                       | zur Müllabfuhr |          |
| Pumpwagen                       | Aufbau aus Pumpe und langen Schläuchen und/oder Rohren zum Pumpen von Flüssigkeiten (z. B. von flüssigem Beton) |          |
| Räum- und Streufahrzeug         | im Winterdienst zur Befreiung von Straßen von Eis und Schnee |          |
| Saug- und Druckwagen            | Diese Sonderform des Tankwagens dient zum Entleeren von Schlamm- und Sickergruben und zur Kanalreinigung. |          |
| Selbstfahrende Arbeitsmaschinen | Hierbei handelt es sich um auf Lkw-Chassis montierte Arbeitsmaschinen wie Sägen, Bohrtürme etc., die mobil einsetzbar sein sollen. |          |
| Sprengwagen                     | Diese weitere Sonderform des Tankwagens kann zur Straßenreinigung und zur Bewässerung verwendet werden. |          |
| Turmwagen                       | wie der Hubsteiger zum Erreichen von Straßenlaternen, Oberleitungen, Schilderbrücken usw., häufig im Dienst von Schienenverkehrsunternehmen beziehungsweise Oberleitungsbus-Betrieben |          |
| Ü-Wagen                         | Übertragungswagen von Rundfunksendern |          |
| Verkaufswagen                   | zum Straßenverkauf von z. B. Lebensmitteln |          |
| Wasserwerfer                    | Fahrzeug der Polizei, das im Rahmen der polizeilichen Arbeit zum Schutz und zur Gefahrenabwehr bei großen Veranstaltungen und Demonstrationen sowie zur Unterstützung des Katastrophenschutzes oder als Hilfsfeuerlöschfahrzeug eingesetzt werden kann. |          |

Diese Liste muss prinzipiell unvollständig bleiben, da im Grunde nahezu jegliches technische Gerät bzw. nahezu jegliche Konstruktion bis zu einer bestimmten Größe und bis zu einem bestimmten Gewicht auf einen Lkw gebaut werden kann, um mobil einsetzbar zu sein. Eine Vielzahl von Sonderaufbauten gibt es z. B. für:
- Feuerwehren (siehe unter Feuerwehrfahrzeuge, Feuerwehrfahrzeuge in Deutschland, in Österreich und in der Schweiz),
- andere Hilfsdienste wie THW, Rettungsdienst
- das Militär (siehe unter Militärfahrzeuge),
- Kommunen, andere Behörden und öffentliche Verwaltungen,
- die Bauwirtschaft,
- Bergbau- und Ölförderunternehmen sowie
- Entsorgungsbetriebe.

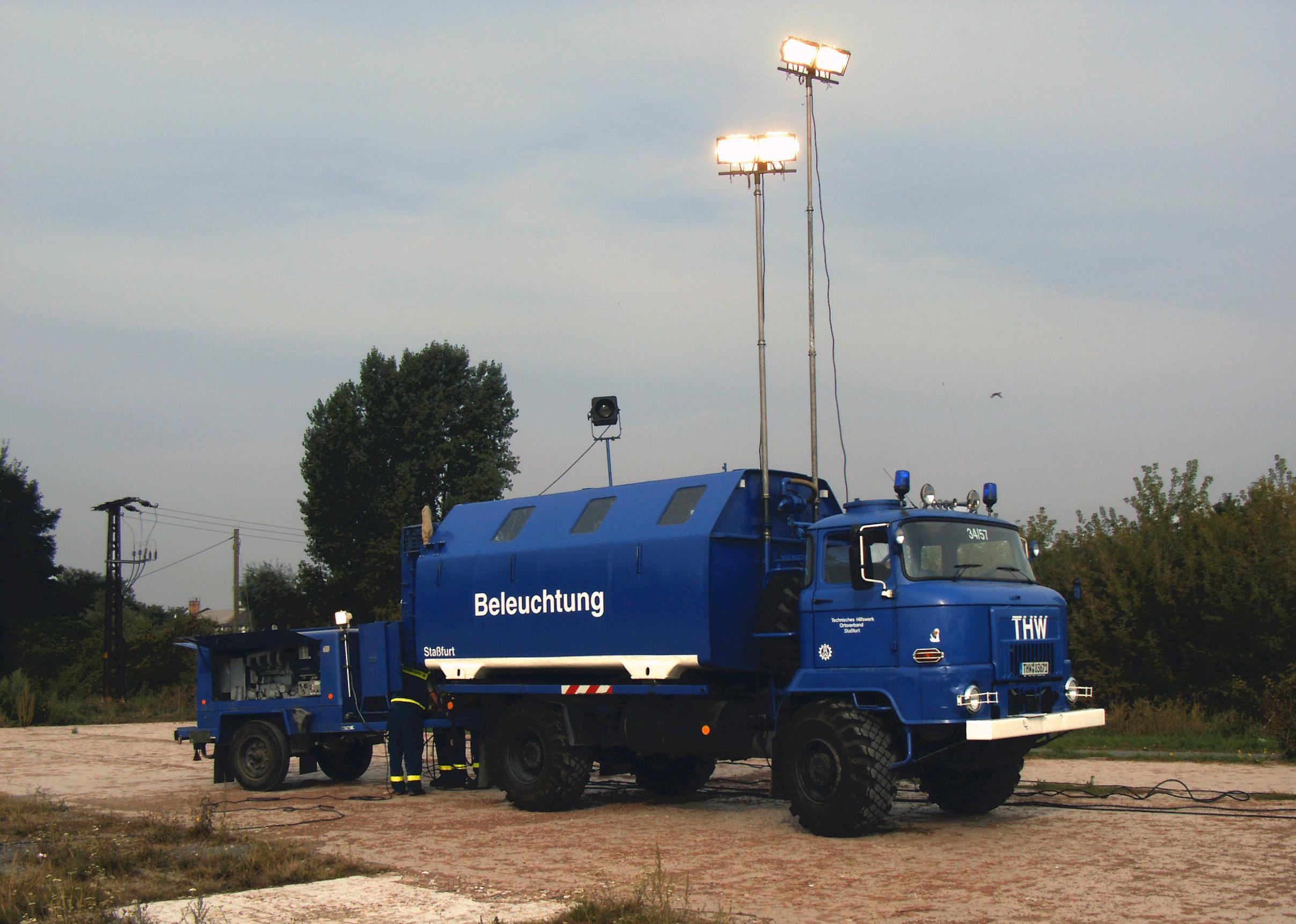
Beleuchtungswagen des THW auf einem IFA L60
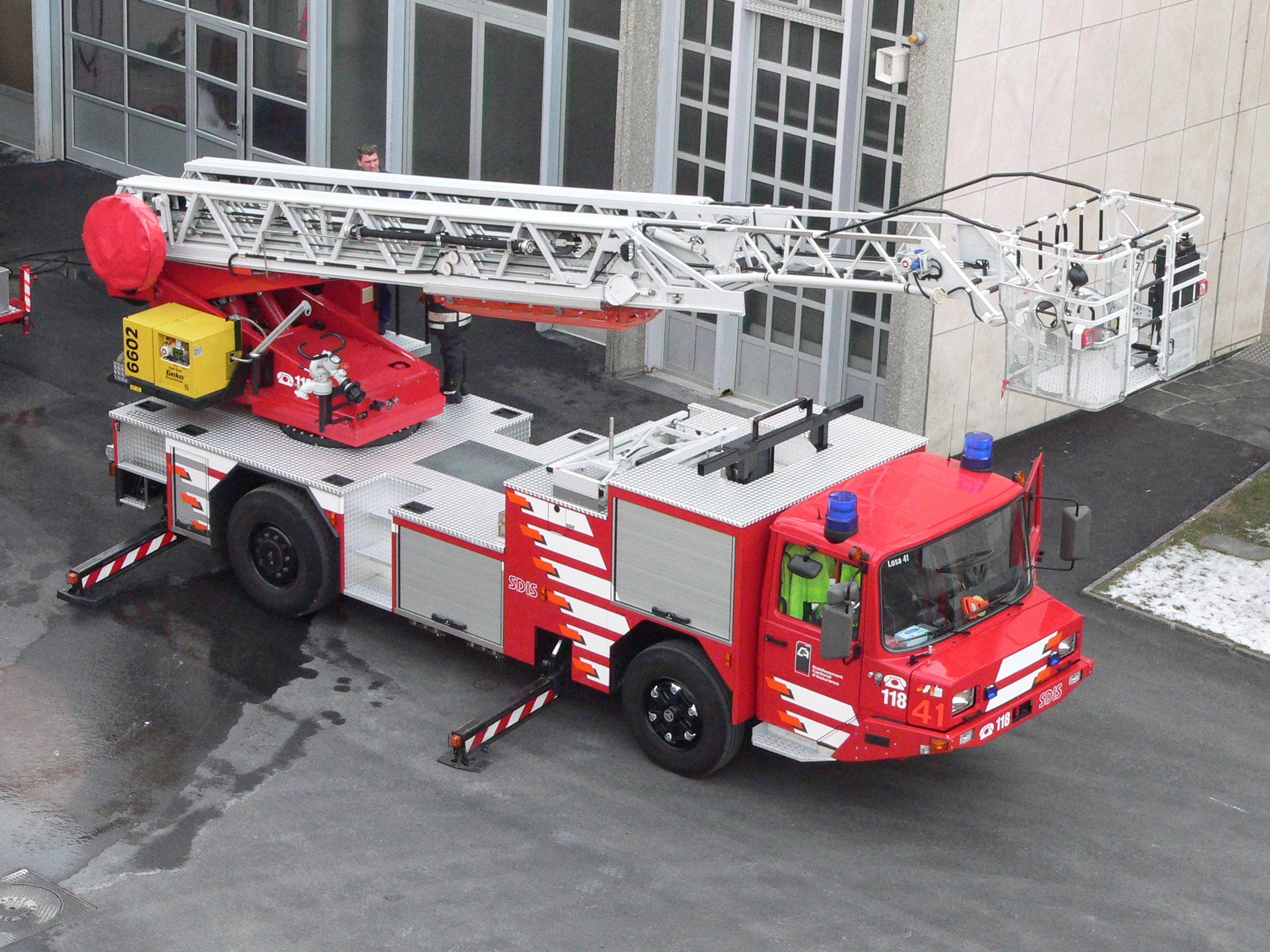
Feuerwehrfahrzeug: Drehleiter mit Korb
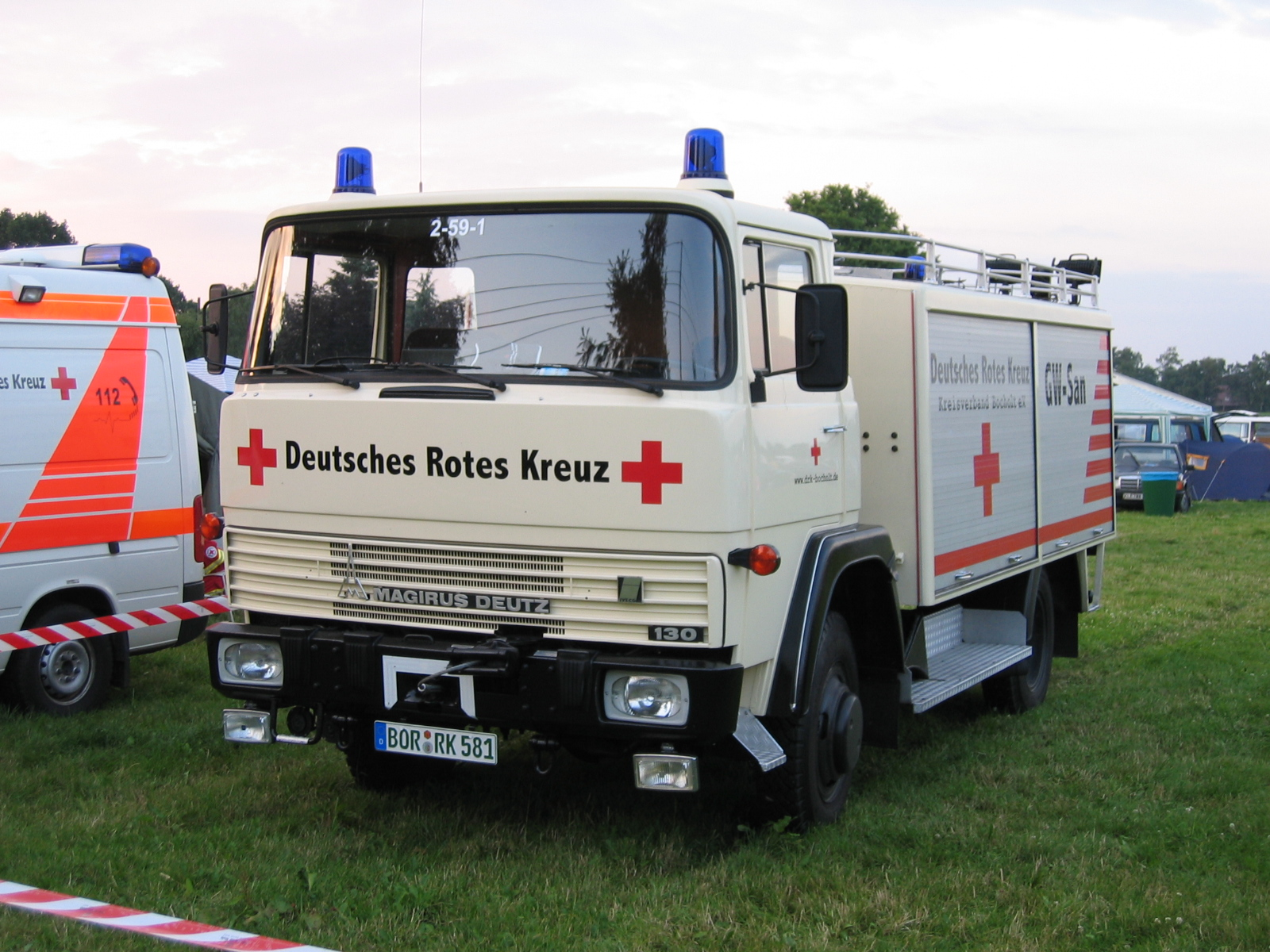
Gerätewagen Sanität des Roten Kreuzes
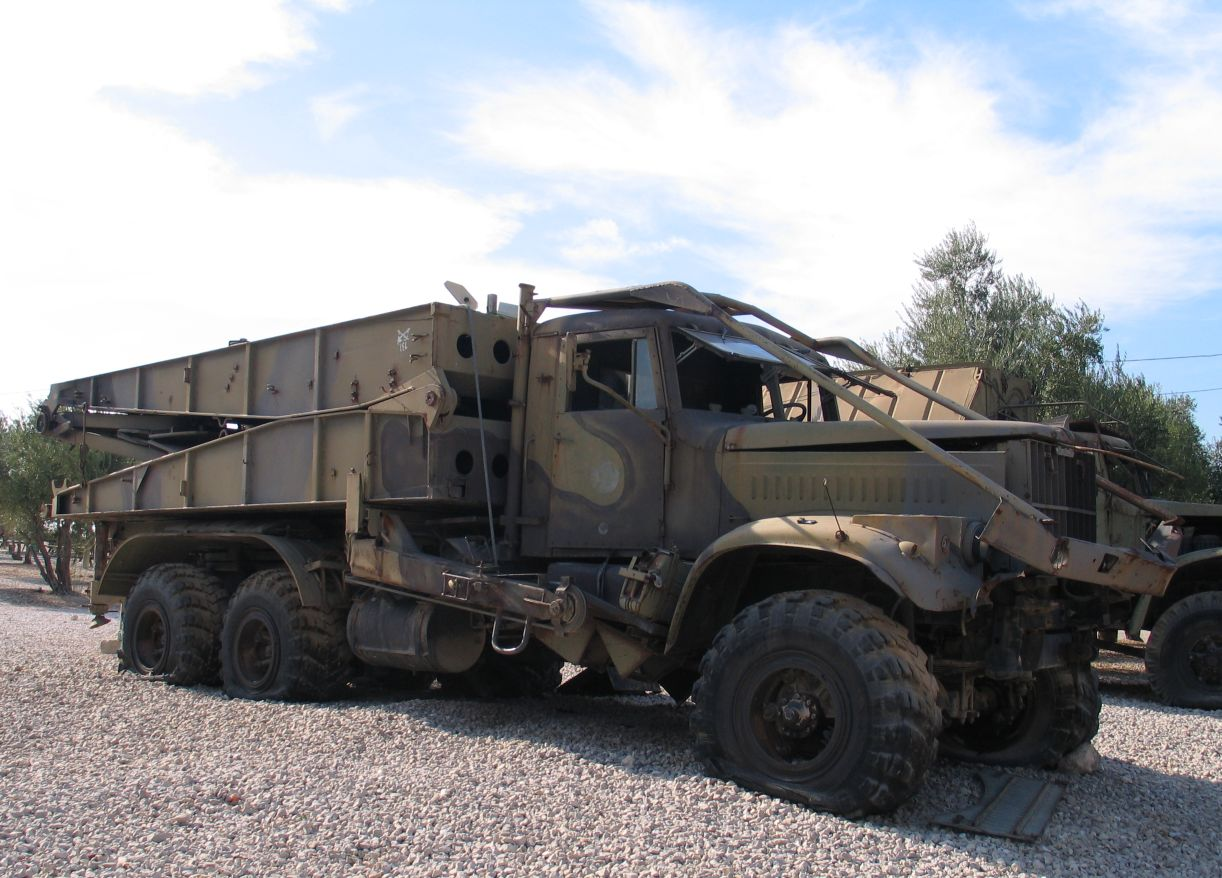
Militärfahrzeug: Panzerbrücke auf KrAZ-214
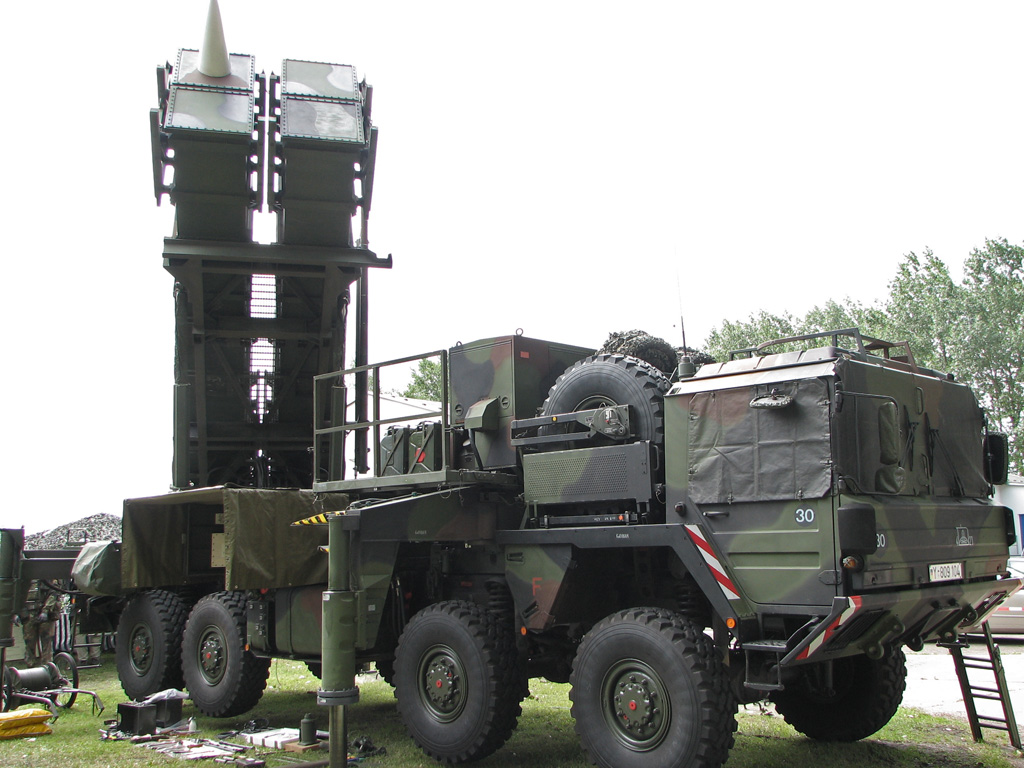
Militärfahrzeug: Raketenabschussbasis auf MAN gl
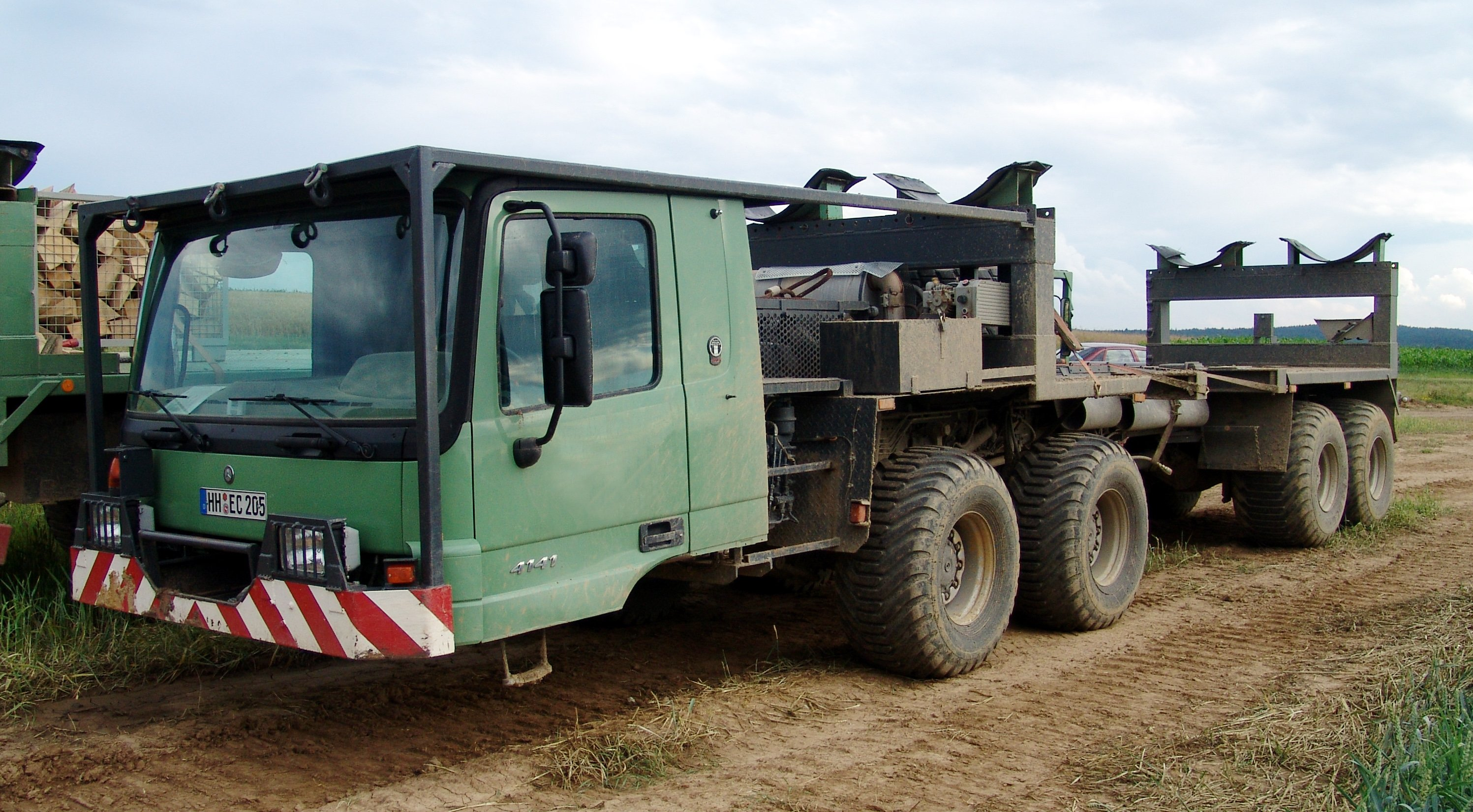
Geländegängiges Spezialfahrzeug für den Transport von Rohren zum Pipelinebau

Es gibt eigentlich nichts, was es nicht gibt – vom fahrbaren Bienenstock bis zum mobilen Aktenvernichter. Aufgrund der Vielfalt der denkbaren Aufbauvarianten wird der Aufbau meist nicht vom Lkw-Hersteller selbst, sondern von anderen, hierauf spezialisierten Firmen durchgeführt. Neben einigen großen, international tätigen Herstellern haben sich hier bis in die Gegenwart eine Vielzahl von mittelständischen Unternehmen, die sich häufig auf spezielle Aufbauten konzentriert haben sowie Wartung und Instandsetzung für die meisten Aufbauformen anbieten, als Anbieter gehalten.

### EG-Kontrollgerät (Tachograph)
Alle gewerblich genutzten Lkw ab einem zulässigen Gesamtgewicht von mehr als 3,5 t müssen nach EU-Recht mit einem sogenannten EC-Tachographen, (alt: Fahrtenschreiber; neu: EG-Kontrollgerät) und mit einem Geschwindigkeitsbegrenzer ausgestattet sein. Diese müssen alle zwei Jahre auf Unversehrtheit (Manipulationssicherheit) und angemessene Genauigkeit überprüft und gegebenenfalls repariert und/oder neu kalibriert werden. Das Kontrollgerät dient zur Aufzeichnung der Fahrgeschwindigkeit zu der genauen Uhrzeit, der zurückgelegten Wegstrecken, der Lenk-, Arbeits-, Bereitschafts- und Ruhezeiten sowie deren Unterbrechungen, die von der Besatzung getätigt werden.
Seit dem 1. Mai 2006 müssen alle neuen Lkw statt mit elektronischen Fahrtenschreibern (Tachograph) mit einer digitalen Blackbox ausgestattet sein, die 365 Tage aufzeichnet, und mit einer persönlichen Fahrerkarte (Chipkarte), die mindestens 28 Tage, Lenk- und Ruhezeiten, Arbeitsbereitschaften und Bereitschaftsdienst speichert. Diese neuen digitalen Dokumentationen sollen wesentlich manipulationssicherer als die bisherigen Aufzeichnungen auf einer Tacho- bzw. Diagrammscheibe sein. Da der Fahrerwechsel mit der Fahrerkarte unbürokratisch schnell vor sich geht (beim alten EG-Kontrollgerät musste immer die Fahrtenschreiberscheibe neu ausgefüllt, umgelegt oder mit neuen Eintragungen versehen werden) sind zahlreiche Sonderregelungen bzw. Kontrollgerätbefreiungen z. B. für Feuerwehrfahrzeuge und Linienbusse aber auch Sonderfahrzeuge, die von der Lenk- und Arbeitszeit-Aufzeichnungspflicht befreit sind, derzeit auf dem Prüfstand. Ein Hauptgrund für die Befreiung von der Kontrollpflicht durch Einlegen einer Fahrtenschreiberscheibe in das Kontrollgerät war nämlich der damit verbundene Zeit- und Arbeitsaufwand, der im elektronischen Zeitalter wegfällt.

### Elektronik im Lkw
Die meisten neuen Lkw-Typen sind heute bzw. werden demnächst mit umfangreicher Elektronik ausgestattet, z. B.:
- Bremsassistenten (ABS etc.)
- Anfahrassistenten, (EPS etc.)
- ACC Abstandsregeltempomat
- ASR Antriebsschlupfregelung
- EBS Elektronisches Bremssystem
- ESP Elektronisches Stabilitätsprogramm
- ABA Active Brake Assist – Notfallbremse
- Reifensensoren
- elektronische Einspritzanlage
- digitales Motormanagement
- Abstandsradar
- Spurhalteassistent
- Fahrspurerkennung
- Tempomat
- Alcolock
- Automatik-Retardergetriebe
- elektronische Deichsel zu vorausfahrenden Lkw
- elektronische Lenkung
- Joystick bzw. Steuerknüppel
- Multifunktions-Bordcomputer
- automatische Navigationsübermittlung und Auftragserteilung
- Kameras für die Abstands- und Umgebungserfassung
- Computergestützte Ultraschalltechnik
- Lkw-Mautsysteme
- Digitaler Tachograph

Lkw können heute schon selbstständig z. B. in Container-Terminals Sattelauflieger am Rampentor andocken und via Satellit aufzunehmende Auflieger identifizieren. Auch das Auf- und Abkuppeln kann mittlerweile automatisiert erledigt werden. Die Verbreitung dieser modernen Techniken nimmt stetig zu. Der elektronisch aufgerüstete Lkw (und damit sein Fahrer) kann heute auch durch mobile bzw. stationäre Erfassungscomputer überwacht werden, die z. B. Geschwindigkeit, Abstand zum vorausfahrenden Fahrzeug, Lenk-, Ruhe- und Arbeitszeiten erfassen, wobei für die Behörden eine große Menge von Daten gesammelt wird.
Diese Entwicklung könnte zum einen im Hinblick auf das Grundrecht der informationellen Selbstbestimmung bedenklich sein. Andererseits könnte es auch passieren, dass im „automatisierten“ Lkw der Fahrer überflüssig wird, wenn die Technik auf der Straße auch einmal so gut funktioniert wie in zahlreichen abgeschlossenen Industrieanlagen und Häfen der Welt, in denen Waren und Container nur noch vollautomatisch und ohne Personal durch fahrerlose Transportsysteme bewegt und sortiert werden.

### Lkw als Werbeträger
Nicht zu unterschätzen ist ferner die Wirkung von Lkw als Werbeträger: Durch ihren Einsatz im Verkehr auf öffentlichen Straßen und Plätzen werden sie von vielen Menschen gesehen. Daher liegt es nahe, die ohnehin vorhandenen und für jedermann sichtbaren Außenflächen insbesondere des Lkw-Aufbaus für Werbung zu nutzen, um durch entsprechende Beschriftungen Aufmerksamkeit für Produkte und/oder Unternehmen zu wecken. Es gibt aber auch Fahrzeuge, deren hauptsächlicher bzw. einziger Zweck die Werbewirkung ist, z. B. indem sie mit entsprechender Beschriftung an exponierter Stelle geparkt und dort stehen gelassen werden oder als Promotionfahrzeug dienen.

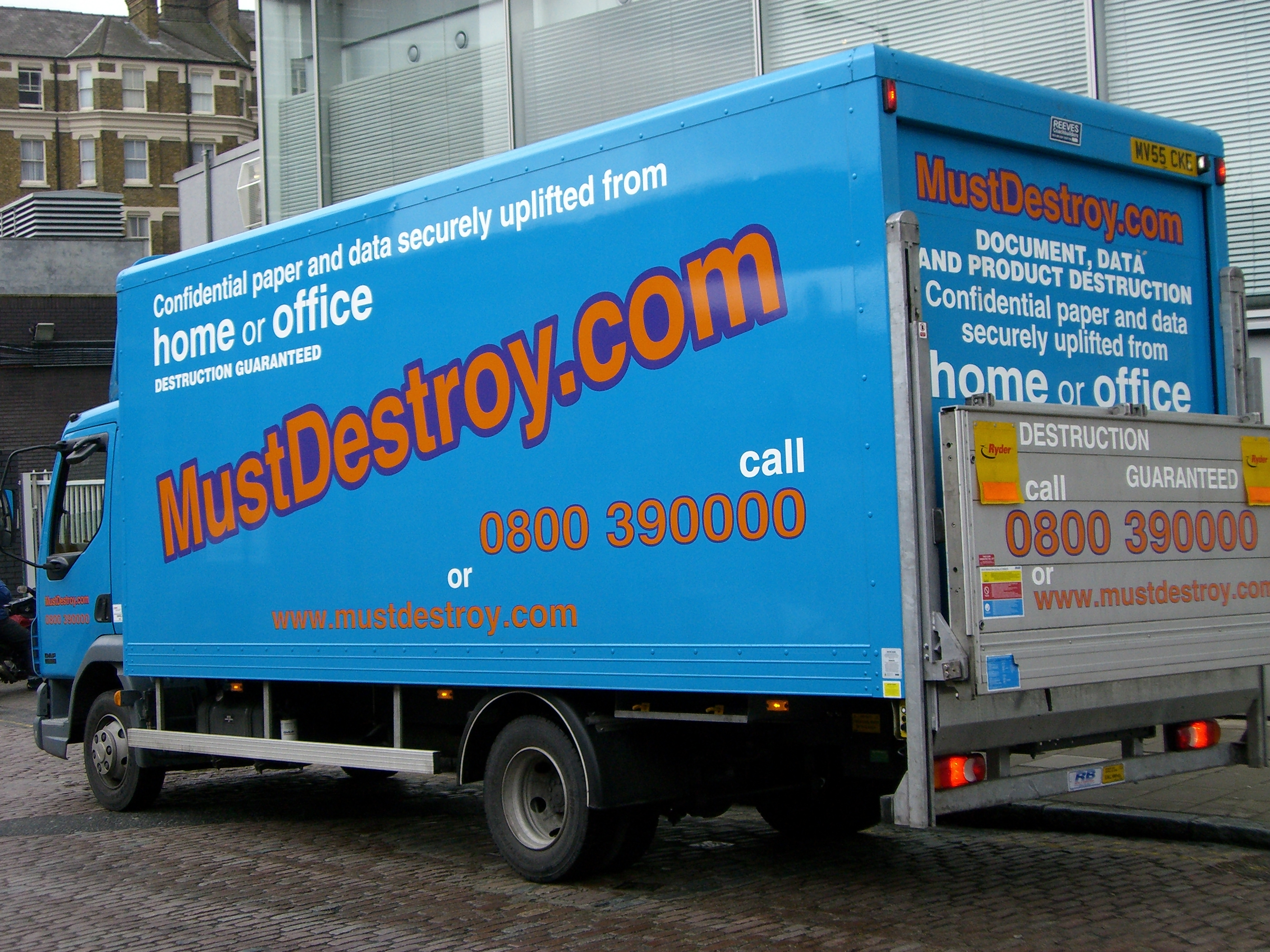
Werbewirkung als Nebeneffekt eines primär für Dienstleistungen eingesetzten Fahrzeugs
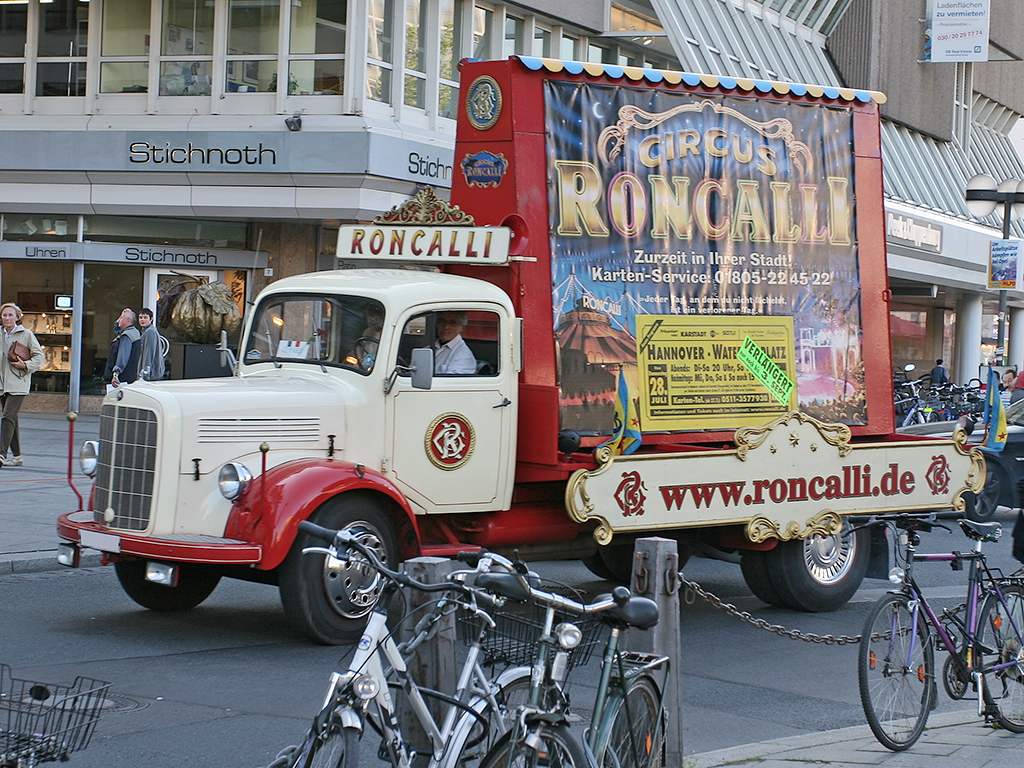
Reinen Werbezwecken dienender Oldtimer eines Zirkus-Unternehmens
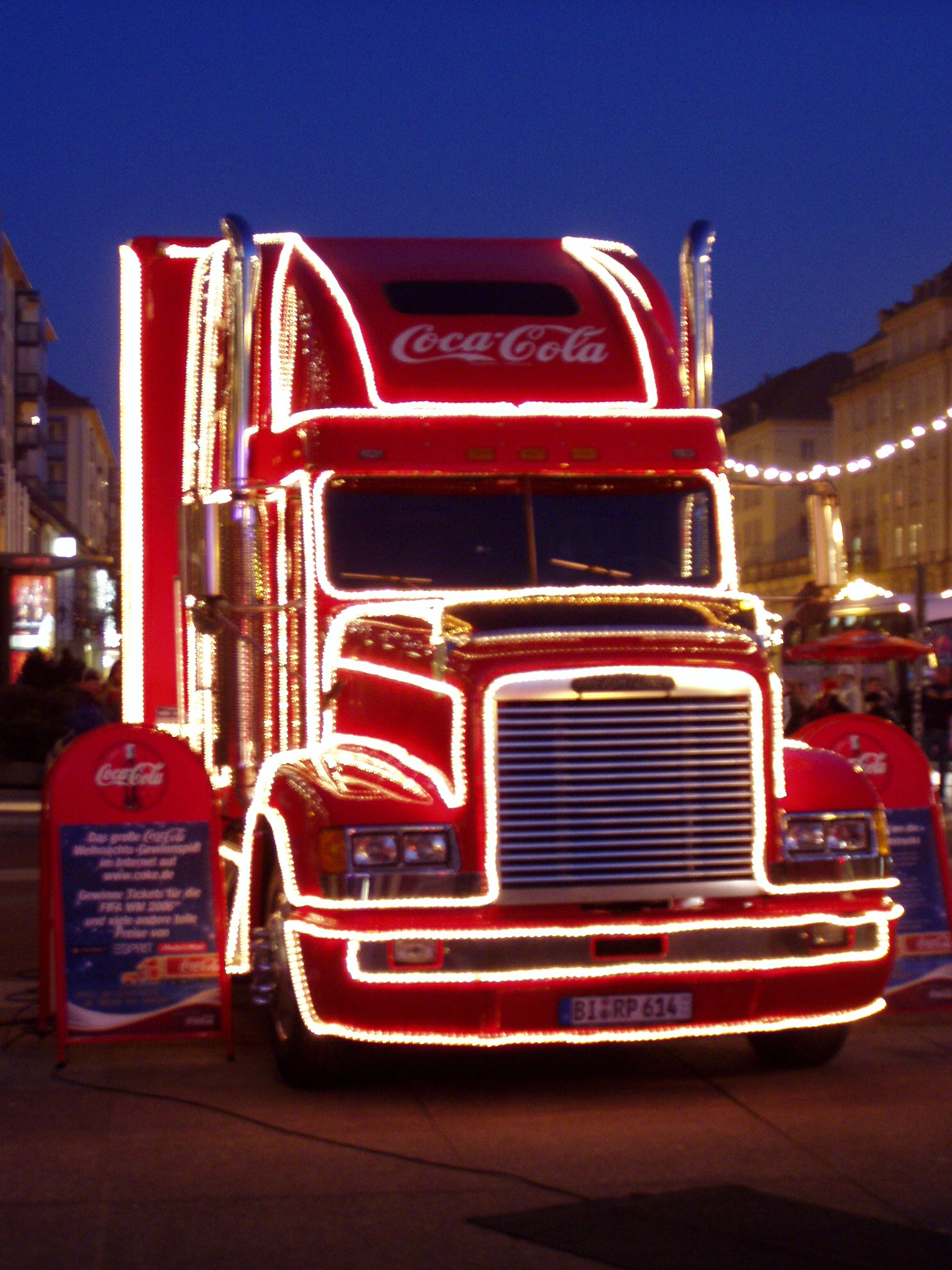
Reinen Werbezwecken dienender „Weihnachtstruck“ der Coca-Cola Company

## Sicherheit und technische Überprüfung

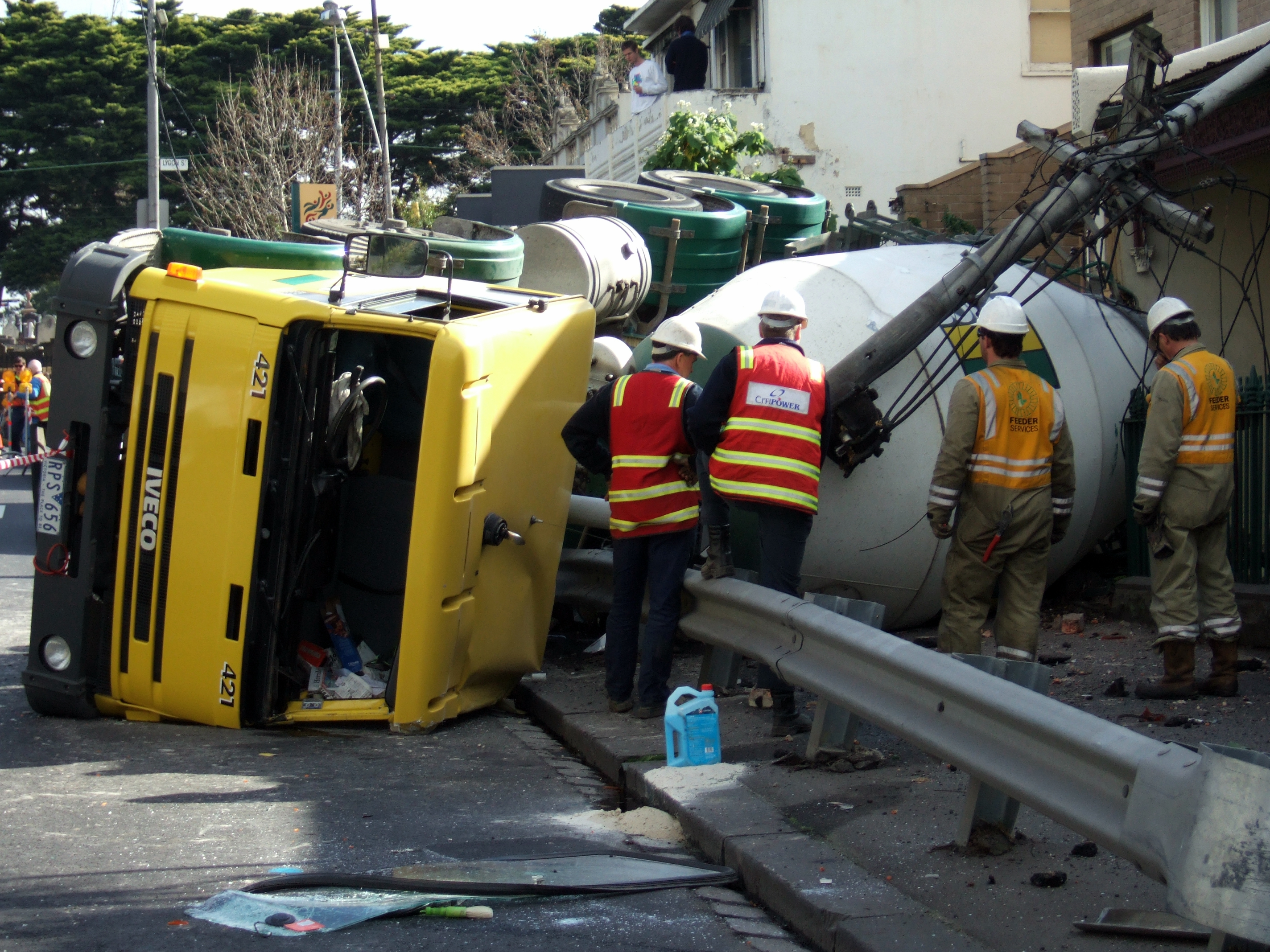
Lkw-Unfall

Lkw sind durch ihre Teilnahme am Straßenverkehr auch gewissen Sicherheits- und Unfallrisiken ausgesetzt bzw. verursachen diese, z. B. durch:
- Nichtbeachtung der vorgeschriebenen Lenk- und Ruhezeiten
- mangelnder Sicherheitsabstand zum vorausfahrenden Lkw
- mangelnde Ladungssicherung und Überladung
- transportierte Gefahrstoffe (z. B. giftige, leicht entzündliche oder explosive Substanzen)
- mangelnde Wartung und Pflege des Fahrzeugs (z. B. verschlissene Bremsbeläge, abgefahrene Reifen)
- unter Terminstress stehende Fahrer
- Unübersichtlichkeit des Fahrzeugs (insbesondere beim Rangieren und Rückwärtsfahren)
- Toter Winkel (insbesondere beim Abbiegen gefährlich für Fußgänger und Radfahrer, eine Sicherheitsvorkehrung besteht im vorgeschriebenen Seitenunterfahrschutz)
- mangelnde Beleuchtung abgestellter Lkw
- große Masse der Lkw, die zu großen Gefahren für kleinere und leichtere Verkehrsteilnehmer bei Zusammenstößen führt
- Feinstaub- und Rußemissionen

### Technische Überprüfung in Deutschland
Die in Deutschland zugelassenen Lkw (etwa 2.600.000 Lastkraftwagen und etwa 200.000 Sattelzugmaschinen) unterliegen, so wie alle anderen gewerblich genutzten Fahrzeuge, der jährlichen Haupt- und Abgasuntersuchung durch den TÜV oder eine andere anerkannte Kfz-Sachverständigenorganisation (wobei die Abgasuntersuchung auch von einer zugelassenen Werkstatt vorgenommen werden kann).
Lkw mit einer zulässigen Gesamtmasse von 12 t und mehr sowie Anhänger mit einer zulässigen Gesamtmasse von 10 t oder mehr benötigen außerdem ein Prüfbuch und müssen halbjährlich zu einer Sicherheitsprüfung vorgestellt werden. Diese kann von einer zugelassenen Werkstatt durchgeführt werden.

### Technische Überprüfung in Österreich
In Österreich ist der Lkw so wie alle anderen Kraftfahrzeuge der § 57a Begutachtung zu unterziehen (allerdings jährlich) und bekommt das Pickerl. Noch in den 1990er Jahren mussten die Lkw nicht wie die Pkw zu einer Überprüfung in eine Werkstatt, sondern wurden jährlich bei Prüfanstalten der jeweiligen Landesregierung vorgeladen.

## Wichtige Lkw-Hersteller
Lkw-Hersteller im Lauf der Geschichte: siehe Liste der Nutzfahrzeughersteller und den Hauptartikel Geschichte der Nutzfahrzeugindustrie.
| Unternehmen   | Marktkapitalisierung |
| ------------- | -------------------- |
| Volvo Group   | 61,82 Mrd. EUR       |
| Paccar        | 53,38 Mrd. EUR       |
| Daimler Truck | 32,89 Mrd. EUR       |
| Traton        | 18,43 Mrd. EUR       |
| Iveco         | 4,03 Mrd. EUR        |